# バレンティーノ・ロッシ
バレンティーノ・ロッシ（Valentino Rossi, 1979年2月16日 - ）は、イタリアのレーシングドライバー、オートバイレーサー。異父弟も同じくオートバイレーサーのルカ・マリーニ。
ロードレース世界選手権参戦以来15年間で9回のワールドチャンピオンを獲得しており、「史上最強のライダー」との呼び声も高い。現時点では史上唯一の「2ストローク時代に125-500cc迄の開催されている全カテゴリーでチャンピオンを獲得したライダー」である。2021年8月5日、同年限りでの引退を表明した。

## 経歴

### 幼少期
マルケ州ウルビーノで生まれる。家族は彼が子供の頃にタヴッリアに移り住む。父親のグラツィアーノはかつてスズキで活躍したグランプリレーサーで、ロッシは非常に幼くしてモータースポーツを始めた。初めて熱中したのはカートであった。これは母親のステファニアがロッシの身を案じたため、グラツィアーノがバイクの代用品として購入した物であった。グラツィアーノは5歳の息子のために、60ccのカートに代えて100ccのナショナルカートを与えた。
ロッシは1990年に地域のカート選手権でタイトルを獲得した。この後彼はポケバイレースを始め、1991年の終わりまでに地域のレースで幾度となく勝利した。
ロッシはカートレースも続け、パルマでのカート選手権で5位に入った。ロッシは父親と共に、イタリア100ccシリーズとヨーロッパシリーズへの参戦を考えた。それは彼をフォーミュラ1への道に進める選択肢であったが、参戦にかかる高額な費用はポケバイレースを選択するという決定につながった。1992年と93年を通してロッシはポケバイレースの一部始終を学び続けていた。しかし彼によると金銭的な問題はあったもののそれが決定的な原因だったわけではないという。
1993年にロッシは、父親、バージニオ・フェラーリ、クラウディオ・カスティリオーニ、クラウディオ・ルサルディ（カジバ・スポーツポロダクションチームを率いていた）らからの助けを受けて、125ccのカジバ・ミトに乗ってレースに出場したが、ピットレーンからわずか100m離れた第1コーナーでクラッシュした。彼はその週末、レースを9位で終えた。
イタリア・スポーツプロダクション選手権での最初のシーズンは変化に富んだ物であり、ロッシはシーズン最終戦のミサノでポールポジションを獲得し、決勝では表彰台に上った。2年目のシーズンでロッシはルサルディの率いるファクトリーチーム入りし、その年のタイトルを獲得した。

### 125cc, 250cc, 500cc

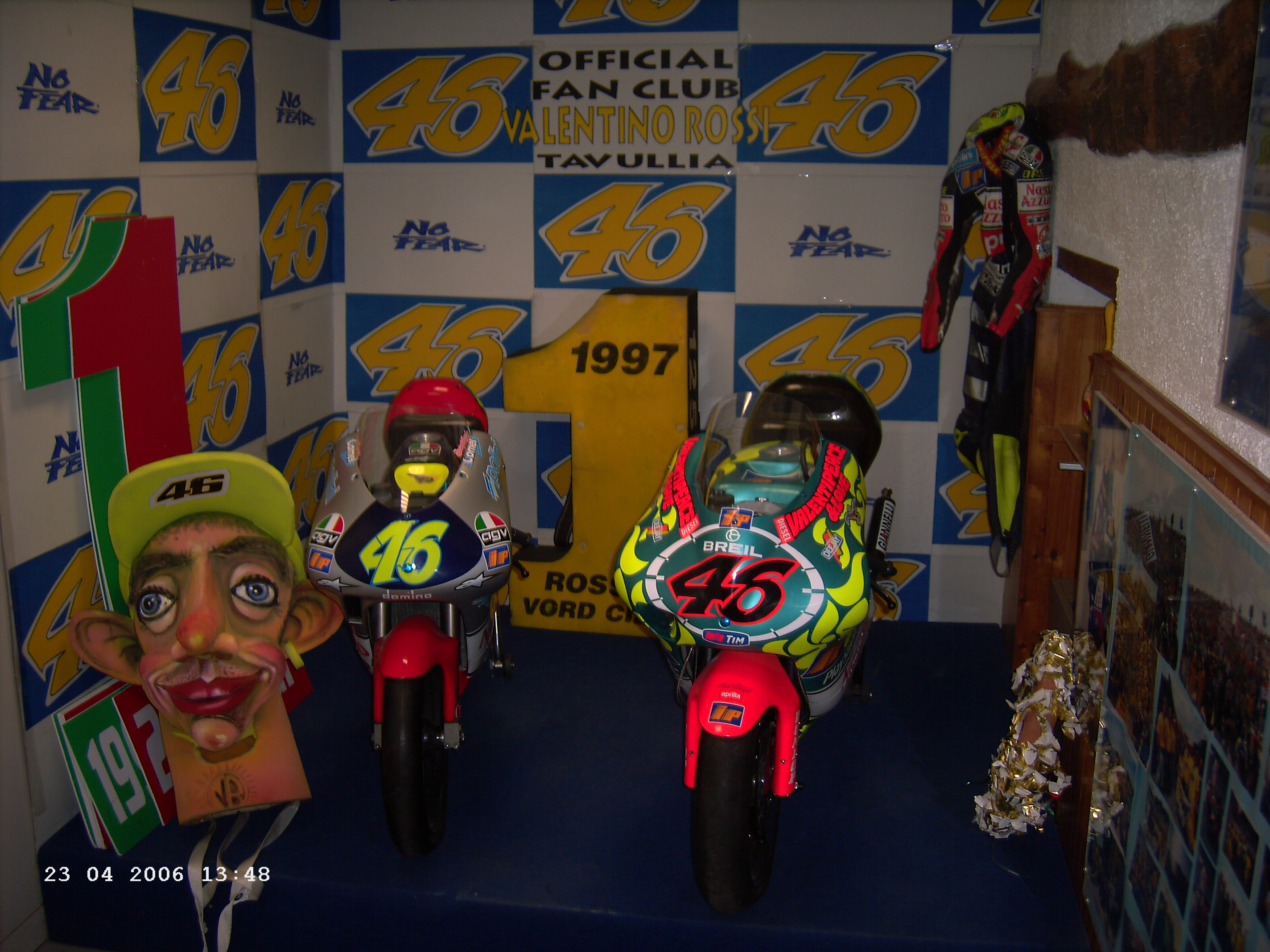
アプリリア・RS125（左）と250（右）。ロッシは1997年に125cc、1999年に250ccのタイトルを獲得した。

1994年にアプリリアはRS125R改良のためにロッシを起用し、彼が125ccクラスでのレースのペースを学ぶ機会を与えた。ロータックス製エンジンを搭載したアプリリアでイタリア選手権を戦い、翌1995年はヨーロッパおよびイタリア選手権を戦った。この年はイタリア選手権のタイトルを獲得し、ヨーロッパ選手権ではランキング3位となっている。
1996年、イタリア選手権チャンピオンとしてロードレース世界選手権125ccクラスにデビューする。シーズンでは5戦でリタイアし何度かクラッシュしたが、それにもかかわらず8月のチェコGPで初優勝を遂げる。ロッシはシーズンをランキング9位で終えた。この頃は当時125ccクラスを席巻していた日本人ライダーら（青木治親・坂田和人・上田昇など）に親しく接し、現役チャンピオンだった青木はロッシによくアドバイスを与えていたという（後に青木は「あんなに強くなるんなら教えるんじゃなかった」といった旨のコメントをしている）。翌1997年には15戦中11勝を挙げてシーズンを支配、自身初のチャンピオンに輝いた。
1998年、250ccクラスにステップアップ。この年のアプリリアはロッシと原田哲也、ロリス・カピロッシを擁してシーズンを支配した。ロッシは同じアプリリアの先輩である原田とカピロッシが展開するチャンピオン争いに割って入り、カピロッシに23ポイント差のランキング2位となる。原田とカピロッシの抜けた翌1999年は5度のポールポジション、9勝を挙げてホンダの宇川徹を下し、チャンピオンを獲得した。
翌2000年、ロッシはホンダに移籍し、最高峰の500ccクラスにステップアップする。ホンダは実質ワークス格のチーム、ナストロ・アズーロ・ホンダを結成し、前年までマイケル・ドゥーハンのチーフエンジニアであり、GP界で数々のチャンピオンを生み出したジェレミー・バージェスを起用するという、500ccルーキーとしては破格の待遇でロッシを迎えた。500cc参戦初年度のこの年、ロッシは最新型ホンダNSR500を駆り大いに注目を集めたが、シーズン序盤は転倒が目立った。シーズンが進むにつれ安定感が現れ、中盤のイギリスGPで初優勝する。この年はまた、マックス・ビアッジと対峙した最初の年でもあった。ロッシはビアッジに対して9戦で順位が上回ったが、優勝はイギリスとブラジルでの2勝で、4勝を挙げたケニー・ロバーツ・ジュニアに次いでランキング2位を獲得した。また、日本メーカーであるホンダに移籍したことから、出場を望んでいた鈴鹿8耐にも参戦した。コーリン・エドワーズとのペアで挑んだがリタイアに終わった。
500cc2年目の2001年、11勝を挙げて最高峰クラスでの初のタイトルを獲得、3クラス制覇の偉業を成し遂げた。プライベートチームでのチャンピオンは1989年のエディ・ローソン以来12年ぶり。2023年現在彼が最後である。ポイントは325ポイントと、2位のビアッジに106ポイント差をつけての圧勝であった。開幕戦日本GP（鈴鹿）ではホンダのWGP通算500勝目を記録している。鈴鹿8耐にはこの年も参戦、VTR1000SPWでエドワーズ、鎌田学と組んで挑み、スーパーバイクでの経験は不足していたにもかかわらず、イタリア人ライダーとして初の優勝を果たした。

### MotoGP

#### ホンダ時代 (2002-2003)
2002

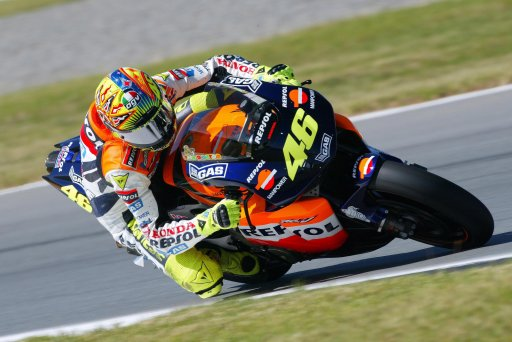
ホンダ・RC211Vを駆るロッシ。写真は2002年のカタルーニャGP。

MotoGP初年度の2002年は2ストローク500ccの参加も認められてはいたが、実際は4ストローク990ccのMotoGPマシンによってタイトルが争われたシーズンであり、500ccのマシンは本質的には時代遅れなものとなっていた。ライダー達は新型マシンを用いることで初期問題に苦しめられたが、この年、ロッシはワークスのレプソル・ホンダに加入し、新たに投入した4ストロークマシン、RC211Vを駆った。ウェットレースとなった開幕戦の鈴鹿ではワイルドカード出場の地元ライダー達を打ち負かして優勝。シーズン前半9戦の内8勝を挙げ、結局11勝を挙げる。ロッシは4戦を残してリオデジャネイロで2度目のタイトルを確定した。このシーズン、完走できなかったのは第10戦ブルノのみである。
2003
2003年もロッシは9度のポールポジション、9勝を挙げて第14戦のマレーシアでタイトルを確定した。この年はスズキからセテ・ジベルナウが同じホンダ（サテライトチーム）に移籍し最大のライバルとなった。かつてレプソル・ホンダに所属していたこともあるジベルナウは何度かロッシを打ち負かしたが、ロッシはチェコGPで0.042秒差で競り勝っている。フィリップ・アイランドで開催されたオーストラリアGPで、ロッシはドゥカティのトロイ・ベイリスのクラッシュで黄旗が提示されている間に追い越しを行ったため10秒のペナルティが与えられたが、結局はそのペナルティを相殺し2位に15秒の差を付けて優勝した。最終戦のバレンシアGPでは特別塗装で出場し優勝したが、これがホンダにおける最後の勝利となった。
ロッシがシーズンを圧倒的な成績で優位に進めていく内に、その成功の原因は彼の実力では無く、RC211Vの性能に依るのではないかという懐疑論が出始め、ロッシ自身はこの懐疑論に対して大きな不満を抱えることになる。その疑念を払拭するためドゥカティに移籍するのでは無いかという噂が広まり、ドゥカティ自身も彼らのデスモセディチに乗せようとロッシへのオファーを試みたが、様々な理由からロッシがこの申し出を受けずに終わっている。2005年に出版された自叙伝「バレンティーノ・ロッシ自叙伝 What If I'd Never Tried It?」でロッシはドゥカティでは無くヤマハを移籍先として選んだ理由として、ドゥカティ・コルセの考え方は彼がホンダから逃れようとしていた物と同様であったからと語っている。結局ロッシは2年間で1200万USドルという契約をヤマハとの間に結んだ。ロッシは最終戦バレンシアGPで2004年からのヤマハへの移籍を発表した。

#### ヤマハ時代 (2004-2010)
2004
ロッシが移籍した段階で、ヤマハはMotoGPクラスで通算2勝しか挙げていなかった。ヤマハも過去2年間で培った技術を元に新開発エンジンを投入し、またホンダ時代にロッシのエンジニアを務めたバージェスをホンダから引き抜いた。ウィンターテストの段階から2004年型ヤマハ・YZR-M1は戦闘力を大幅に上げていた。
それまでシーズン開幕戦は伝統的に鈴鹿で行われてきたが、前年に発生した加藤大治郎の死亡事故も影響し、2004年は南アフリカが開幕戦となった。ロッシは予選でポールポジションを獲得、決勝でもホンダのエース格であったビアッジとの激しい優勝争いを展開。激闘の末、見事ロッシは移籍初戦を優勝で飾り、ウィニングラップで感動のあまり号泣しマシンにキスをした（自叙伝では「メットの中で大笑いしていたのさ!」と語っている）。この勝利で彼は異なったメーカーのマシンで連勝した唯一のライダーとなった。次戦のヘレスでは4位となり、23戦連続表彰台の記録が途切れた。第7戦ブラジルではリタイアしたが、その後もロッシはホンダ時代と変わらない強さを見せる。シーズンはジベルナウとのタイトル争いとなり、終盤のフィリップ・アイランドでは0.097秒差でジベルナウに競り勝った。ロッシはシーズン9勝を挙げ304ポイントでタイトルを獲得、優勝請負人としての仕事を果たしてみせた。
この年のヤマハはロッシの他にカルロス・チェカ、阿部典史、マルコ・メランドリの3人のライダーにも同年式のYZR-M1を与えたが、優勝経験のあるチェカ、阿部も含め、ロッシ以外には誰も勝利を挙げることがなかった。
2005
2005年もウェットレースとなった上海、ル・マン、ドニントンの3戦を含む11勝を挙げ、ロッシは7度目の世界タイトルを獲得、これで2001年から続く最高峰クラス連覇を「5」とし、1994年から1998年にかけて500ccクラスを5連覇したマイケル・ドゥーハンの記録に並んだ。この年完走できなかったのはもてぎのみで、残る16戦は全て表彰台に上り、367ポイントを獲得した。
2006
2006年はこの記録を「6」に伸ばすべく同じくヤマハで戦ったが、開幕戦スペインGPでスタート直後に後続車に追突されるというアクシデントを皮切りに例年にない苦しいシーズン運びを強いられる。シーズン前半はトラブルに見舞われ、その中には上海やル・マンでの機械トラブルも含まれた。しかしながら、ロッシはカタール、イタリア、カタルニアで勝利を挙げた。ホンダのニッキー・ヘイデンはシーズンの大半でポイントリードしたが、ロッシのポイントは遅々として進まなかった。第16戦第16戦ポルトガルGPでヘイデンがリタイアし、ようやくランキングトップに躍り出たものの、続く最終戦バレンシアGPで転倒。ヘイデンがタイトルを獲得しロッシはランキング2位、6年連続チャンピオン獲得とはならなかった。
2007
2007年はMotoGPのマシンレギュレーションが変更となり、排気量が800ccに引き下げられエンジン出力が低下した。そのため前年までのマシンに求められた有り余るパワーのコントロールよりも、コーナリングスピードを高め限られたパワーを使い切るスタイルが求められるようになった。このようなスタイルは比較的250ccクラスのそれに似ており、2004年・2005年と250ccクラスを連覇したダニ・ペドロサがロッシの強力なライバルとして予想されていた。開幕戦カタールではペドロサと同じく250cc出身でMotoGPクラス2年目のケーシー・ストーナー（ドゥカティ）が勝利し、ロッシは2戦目のスペインで優勝、その後も3戦 - アッセン、エストリル、ムジェロ - で勝利した。一方のストーナーは開幕戦も含めて10勝を挙げ、圧倒的な強さで選手権をリードした。ストーナーは2位のダニ・ペドロサに125ポイント差を付けてタイトルを獲得した。ペドロサは最終戦のバレンシアで勝利し、ロッシはこのレースでリタイアしたため、ランキング3位でシーズンを終えた。これは1996年の125cc以来、最も低い順位となった。
2008
2008年は前年にストーナーが独走する大きな要因のひとつとなったブリヂストンタイヤを自身のマシンに採用し、タイヤによるハンディの回復に努めた。序盤はチームメイトで250ccクラスからステップアップしたばかりの新人ホルヘ・ロレンソの驚異的パフォーマンスが話題となる中、ブリヂストンタイヤに慣れる時間を要したのか少々出遅れた感もあった。開幕戦カタールでは5位に終わったものの、第4戦上海でシーズン初勝利を挙げると続く2戦も勝利した。それ以降は第9戦のアッセンを除いて全戦で表彰台に上り、シーズン終盤には5連勝を記録。計9勝で3年ぶりとなるチャンピオンに返り咲いた。ラグナ・セカ（コークスクリューでストーナーにパスされたものの、その後挽回して勝利）と、雨で短縮されたインディアナポリスでの勝利は、ロッシが現在のサーキットではどのようなコースでも勝利できることを証明した。もてぎでの勝利は同コースにおけるMotoGPマシンの初の勝利であり、ホンダのホームコースにおけるヤマハ製マシンの初勝利でもあった。
2009
2009年シーズン、ロッシは6勝を挙げ、2位に入ったチームメイトのホルヘ・ロレンソに45ポイント差で9度目のタイトルを獲得した。

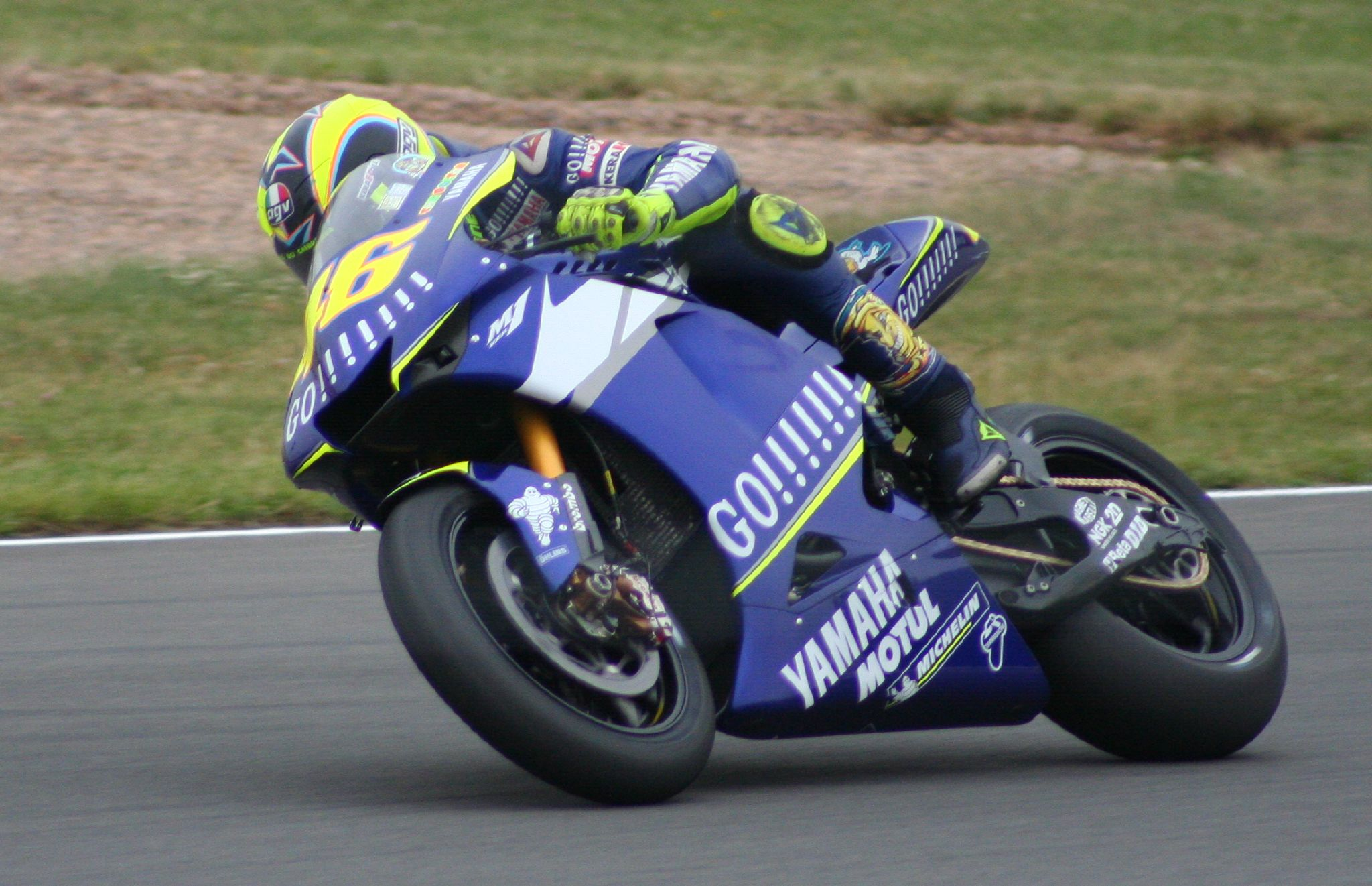
2005年イギリスGP。

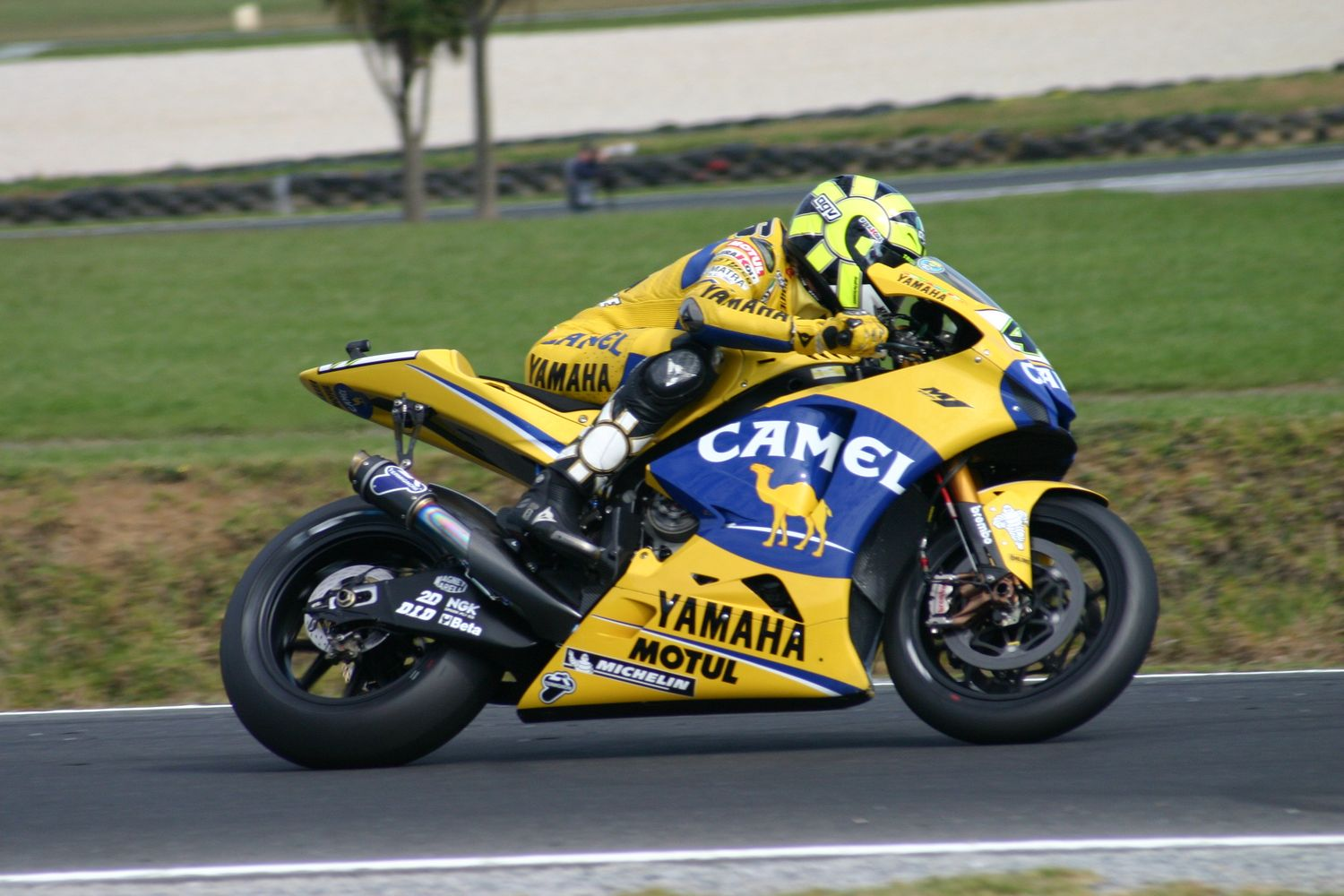
ヤマハYZR-M1を駆るロッシ（2006年）。

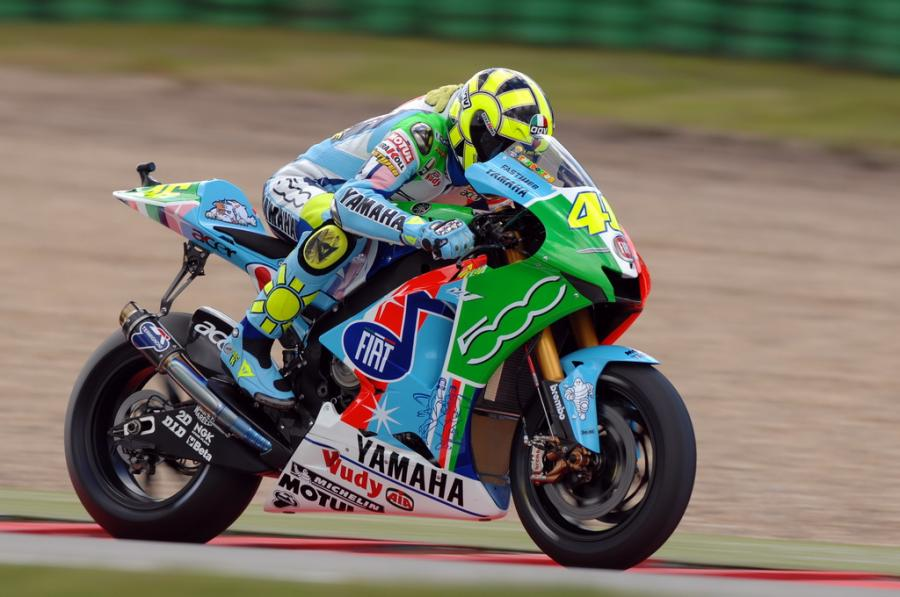
ヤマハYZR-M1を駆るロッシ（2007年ダッチTT）。

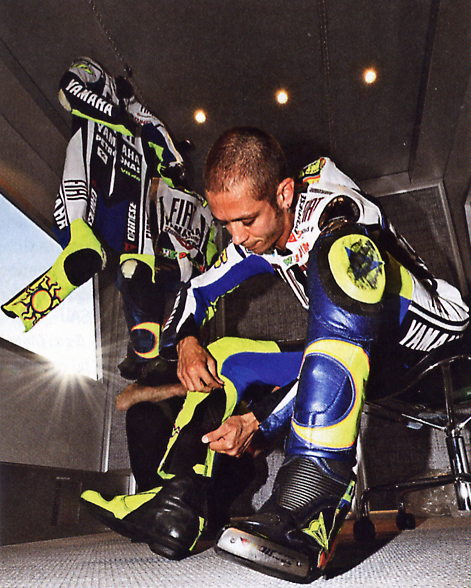
2009年アメリカGP。

序盤は2戦をともに2位で終え、第3戦スペインでシーズン初優勝を記録した。しかし第4戦ルマンではクラス唯一の転倒を喫し、得意にしていた第5戦ムジェロでウェットコンディションによるフラッグtoフラッグの影響もあり3位になるなど若干低迷した。ムジェロで勝利を逃したのは2001年以来のことであった。しかし、そこからは一気に巻き返し2009年ダッチTTではGP100勝目を挙げる。ロッシはGPで100勝を達成した2人目のライダーとなった。第10戦ドニントンで一度転倒して5位、第12戦インディアナポリスでは転倒リタイヤとなるが、年間通して安定した成績を残していたため大事にならず、ウェットコンディションとなった第16戦のセパンで1戦を残してタイトルを決める。シーズン6勝というのはロッシがタイトルを獲得したシーズンの中で最少の勝利数であった。
シーズン中最も劇的な勝利はバルセロナでの勝利で、2位のロレンソに0.095秒差であった。次いで僅差のレースはドイツGPで、このときは0.099秒差であった。

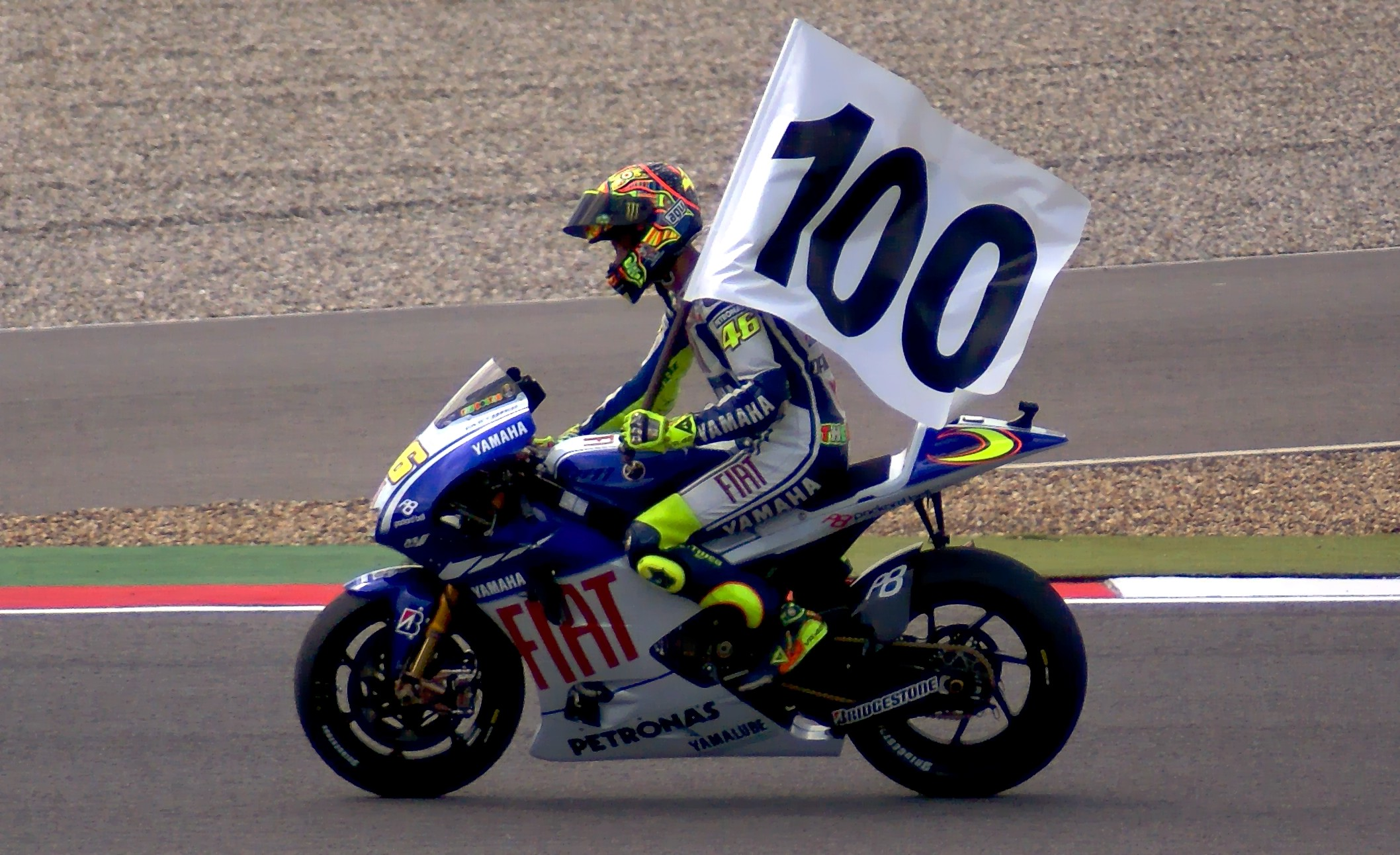
キャリア100勝を祝うロッシ、2009年ダッチTT。

2009年6月8日、ロッシは有名なマン島TTコースで、伝説的存在のライダーであるジャコモ・アゴスチーニと共にエキシビション走行を行った。この周回は「神のラップ」と呼ばれた。この走行は悪天候のため予定より48時間遅れで行われた。彼はまた、2009年のマン島TTレースの表彰式で、表彰台に上ったジョン・マクギネス、スティーヴ・プラッター、ガイ・マーティンに花輪を送った。
2010
2010年シーズンは開幕前のテストセッションの大半でトップタイムをたたき出し、開幕戦カタールGPではレース序盤でケーシー・ストーナーがクラッシュした後にシーズン1勝目を挙げた。次戦スペインGPでは3位、第3戦フランスGPではポールポジションを獲得、決勝は2位と3戦連続の表彰台を獲得した。

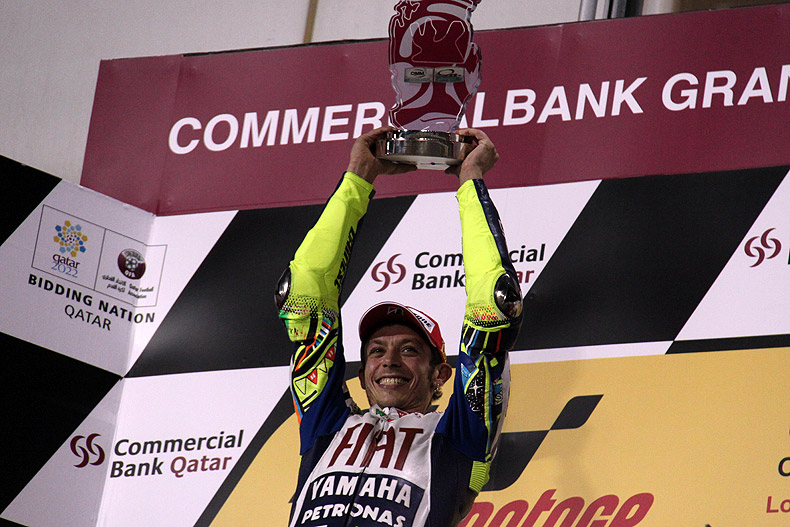
2010年カタールGP。

しかし、ホームグランプリの第4戦イタリアGPにおいてロッシは2回目のフリープラクティス、ビオンディッティ・コーナーで約120 mph (190 km/h)の速度で転倒、右の脛骨を複雑骨折した。カットーリカの自宅そばの病院で外科治療を受けた後、今期絶望と診断される。ロッシがレースを欠場するのはそのキャリアにおいて初のことであった。しかしながら、イギリスGPに先だってデイリー・テレグラフ紙のスージー・ペリーはロッシがブルノでの復帰を計画していると伝えた。これは1週間後にロッシ自身によって確認された。7月7日、ロッシはミサノ・サーキットでスーパーバイク仕様のヤマハ・YZF-R1に乗り、脚の回復を確認した。彼は2回のセッションで26ラップを走り、ベストタイムは同サーキットにおける最近のスーパーバイクの最速タイムから2秒落ちであった。セッションを終えるとロッシは不快感を訴え、それは脚と肩の痛みによる物であった。7月12日にはブルノでもテストを行い、ロッシはよりハッピーだと語った。木曜日に医師の診断を受け、ロッシは予定よりも2戦早いドイツGPで松葉杖をつきながら復帰した。これは事故からわずか41日後のことであった。このレースではストーナーとの3位争いに負けて4位でフィニッシュした。続くアメリカGPでは3位表彰台に立った。本人はけがについて「サッカーをやるわけじゃない」と話した。その後も勝利こそ第15戦マレーシアGPのみにとどまったが、終盤5戦はいずれも表彰台に上るなど、安定した走りでシーズン3位の成績を残した。
この年は足の他にも、4月にエイヤフィヤトラヨークトルの噴火で日本グランプリが10月に延期された後に行ったモトクロストレーニング中に右肩を負傷している。終盤2戦でチームメイトのロレンソに敗れたロッシは肩の痛みを訴えていた。負傷は当初深刻な物とは見られず、数週間で回復すると予想されたが、予想通りに回復しなかったためシーズン終了後に手術を行い、2011年は回復具合を計りつつ始動することになった。

#### ドゥカティ時代 (2011-2012)
2011

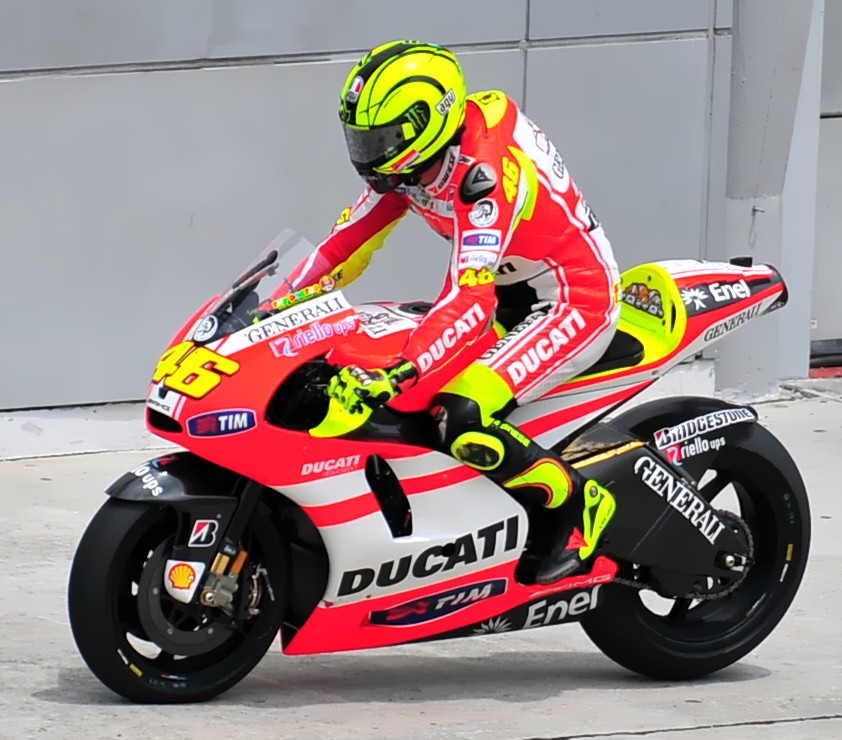
セパンでのプレシーズンテスト、2011年2月。

チェコGP後の2010年8月15日、7年間在籍したヤマハと袂を分かち、翌2011年から2年の契約でドゥカティに乗ることが発表された。チーフメカニックのジェレミー・バージェスを引き連れての移籍であった。チームメイトはホンダ時代にも一緒だったニッキー・ヘイデン。ロッシは2010年11月9日にバレンシア・サーキットで初めてドゥカティ・デスモセディチをテストした。1999年以来のイタリア製バイクであった。前シーズンの肩の傷は、マレーシアでのシーズン前テストに備えるためオフに手術を行った。ドゥカティは最初のテストから2回目のマレーシアテストまでにマシンを改善できず、ケーシー・ストーナーのホンダから1.8秒以上後れを取り、ロッシにとっては不満であった。

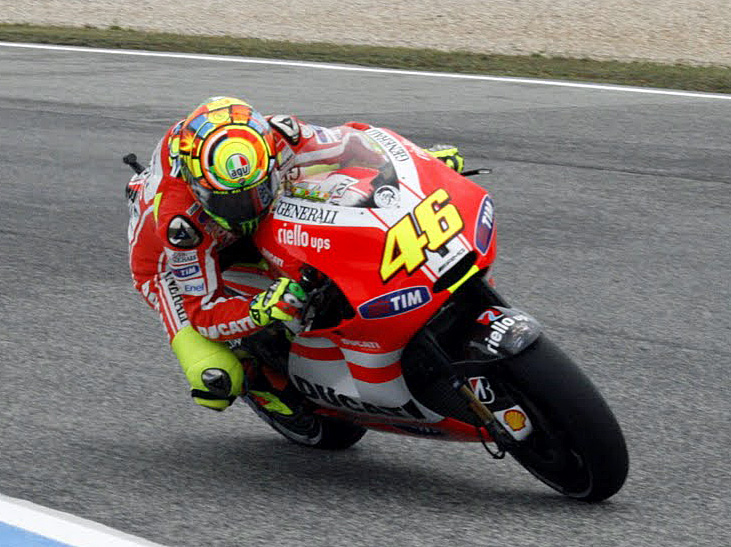
ドゥカティ・デスモセディチを駆るロッシ（2011年ポルトガルGP）。

開幕戦カタールGPは7位に終わり、ウェットレースとなった第2戦スペインGPでは2位争い中に転倒、ケーシー・ストーナーを巻き込んでリタイヤに追いやるミスを犯すが、自身は5位でレースを終えた。続くポルトガルGPも5位に終わるが、第4戦フランスGPでは移籍後初となる3位表彰台を獲得する。これはダニ・ペドロサとマルコ・シモンチェリが接触、ペドロサはリタイアしシモンチェリはライドスルーのペナルティを受けたための結果であった。これ以降はトップ争いには絡めない状況が続き、第7戦ダッチTTからは翌2012年シーズン用の1000ccプロトタイプマシン（デスモセディチGP12）に従来の800ccエンジンを積んだニューマシン「GP11.1」を投入したが、事態が大きく好転することはなかった。完走はするものの表彰台に上ることはできず、第15戦日本GPではホルヘ・ロレンソ、ベン・スピーズと接触しシーズン初のリタイアを喫した。この接触でロッシは指を骨折した。続く第16戦オーストラリアでもレース中盤にクラッシュしてリタイアした。第17戦マレーシアでは予選を9位で通過した物の、決勝では2周目に転倒したマルコ・シモンチェリがコーリン・エドワーズのマシンに激突、その後を走っていたロッシもシモンチェリの頭部に衝突した。シモンチェリはこの事故による負傷で死亡し、レースはキャンセルとなった。最終戦のバレンシアGPでもロッシは転倒したアルバロ・バウティスタに巻き込まれ、ヘイデン、ランディ・ド・プニエと共にリタイアする。
結局ロッシはGPデビュー以来初めて優勝のないシーズンとなり、年間ランキングも最高峰クラス自己最低の7位に沈んだ。
2012
2012年シーズンも開幕戦カタールGPで10位、第2戦スペインGPで9位、第3戦ポルトガルGPで7位と、スローペースで始まったが、レインコンデションの第4戦フランスGPで2位に入る。レース序盤はテック3のアンドレア・ドヴィツィオーゾ、カル・クラッチローと3位を争ったが、両名ともトラブルから脱落し、ロッシが表彰台を獲得した。第6戦イギリスGPでは最初のフリープラクティスで最速タイムを記録したが、決勝では9位に終わった。その後も状況は好転しないままであったが、8月に2013年は古巣のヤマハへ復帰することを発表する。第13戦サンマリノGPでも2位に入ったものの、結局この2位2回がドゥカティでの最高位となり、2年間勝利を挙げられないままドゥカティを去ることになった。

#### ヤマハ復帰 (2013-2021)
2013
2012年8月10日、ロッシは2012年シーズンをもってドゥカティを離れることを発表した。同日午後には翌シーズンから2014年シーズンまでヤマハファクトリー・チームに再び加入し、ホルヘ・ロレンソとペアを組むことが発表された。
2012年11月13日、14日にバレンシア・サーキットで行われたテストで、ロッシは再びYZR-M1に乗る。しかしながら、雨のために正確なラップタイムを計ることはできなかった。2013年2月5日から7日にかけてセパンで行われたテストでは、2013年型のマシンが用意された。ここで彼は28名のライダー中3位の2:00.542を記録し、これはペースセッターのダニ・ペドロサから0.442秒、チームメイトのホルヘ・ロレンソから0.113秒差のタイムであった。
開幕戦カタールGPでは2位に入るが、続くアメリカズGPでは6位、スペインGPでは4位となった。第4戦フランスGPではクラッシュしたがコースに復帰し、12位となる。ホームグランプリのムジェロではアルバロ・バウティスタと接触してリタイアとなった。第6戦スペインGPでは4位となった。2013年6月29日に行われた第7戦ダッチTTでロッシは2年ぶりに優勝する。続く2戦で連続して3位表彰台に上る。その後も4位が6回3位が2回と安定した成績を残し、237ポイントを獲得してランキング4位となった。ロッシはシーズンを通してカル・クラッチロー、ステファン・ブラドル、アルバロ・バウティスタらとセカンドグループで争った。
2014

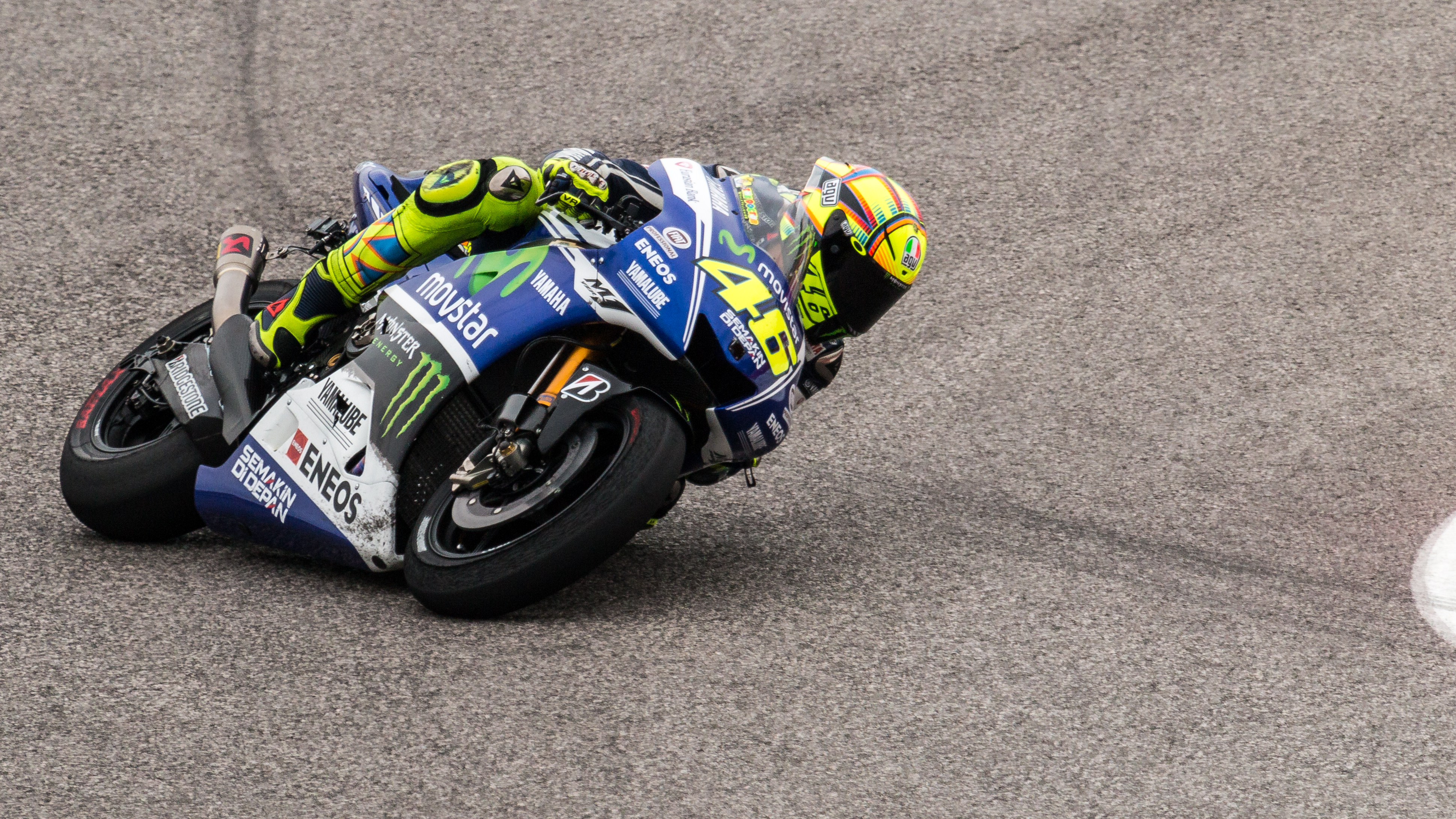
2014年アメリカズGP。

2013年シーズンが終わると、ロッシはチーフエンジニアのジェレミー・バージェスとの長きにわたった関係を解消することを発表した。バージェスの後任として、マルコ・メランドリのスーパーバイク世界選手権チームのクルーであったシルヴァーノ・ガルバセラが起用された。
シーズンは開幕戦カタールGPで2位に入り、好スタートを切った。レースはマルク・マルケスとの激しい争いが繰り広げられた。第4戦スペインGP、第5戦フランスGPでも2位に入る。2014年6月1日、ロッシはホームグランプリのムジェロでGP参戦300戦目を達成した。第13戦サンマリノでロッシはシーズン初勝利を挙げる。この勝利はシーズン初のホンダ車以外による勝利であった。この勝利で彼はまた通算5000ポイントを達成した。続くアラゴンGPでは予選6位となるが、決勝では濡れた路面でスリップ、芝を走って激しくクラッシュした。ロッシはクラッシュで短時間意識を失い、アルカニスの病院でCTスキャンを受けた。シーズンのリタイアはこの1回のみであった。第16戦オーストラリアGPではレースをリードしていたマルケスがリタイアし、ロッシはシーズン2勝目を挙げる。フィリップ・アイランドでロッシは2001年から2005年まで5連勝しており、この勝利は6勝目となった。最終戦のバレンシアGPでは2010年フランスGP以来のポールポジションを獲得するが、これはGPにおける自身60回目のポールポジションとなった。決勝はマルケスに次ぐ2位となり、マルケスから67ポイント差の295ポイントでランキング2位となった。
2015

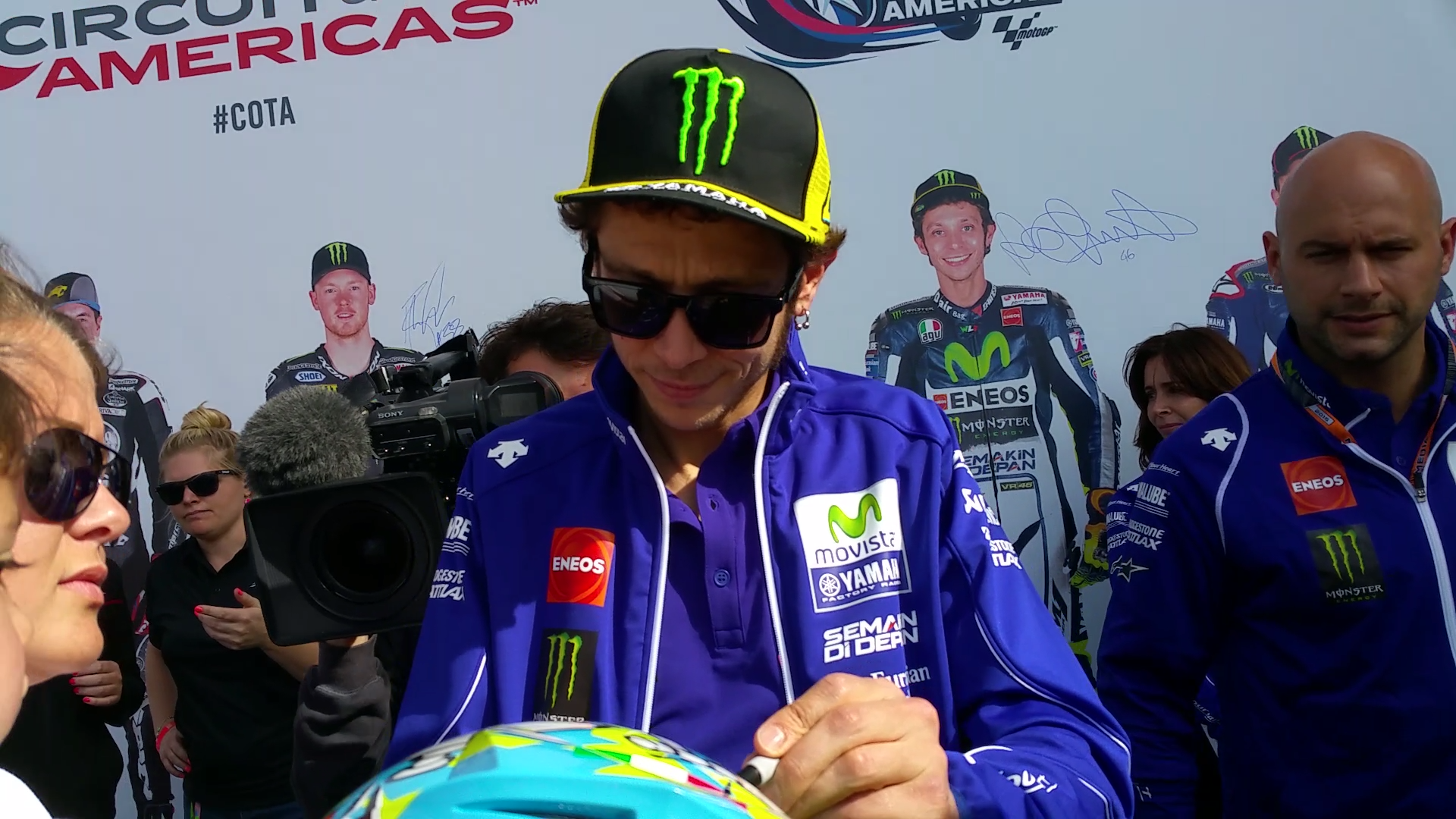
サイン会でのロッシ、2015年アメリカズGP。

世界GP参戦20年目となる2015年は、開幕戦カタールGPでの勝利から始まった。開幕戦での勝利は2010年以来であった。ロッシはドゥカティのアンドレア・ドヴィツィオーゾの109勝目を阻止し、3位にはドヴィツィオーゾのチームメイト、アンドレア・イアンノーネが入ってイタリア人ライダーが表彰台を独占した。これは2006年日本GP以来のことであった。第2戦アメリカズGPではマルケス、ドヴィツィオーゾに次ぐ3位となり、第3戦アルゼンチンGPでシーズン2勝目を挙げる。このレースでロッシはリアタイヤにエクストラ・ハードを選択し、同タイヤを使用して優勝した初のライダーとなった。GPキャリア200戦目となった第4戦スペインGPでは3位に入って8戦連続の表彰台となる。続くフランス、イタリアでも表彰台を獲得、記録は継続した。
第7戦カタルーニャGPではチームメイトのロレンソが優勝、ロッシは2位となりポイント差が1と詰め寄られたが、次戦ダッチTTではポールポジションを獲得、決勝ではマルケスとの長いバトルを制して3勝目を挙げ、3位に入ったロレンソとのポイント差も10へと広がった。ポールトゥフィニッシュは2009年サンマリノGP以来のこととなった。第9戦のザクセンリンクでは3位に入賞しリードを広げ、続くインディアナポリス、チェコでも3位に入賞、連続表彰台の記録も継続した。ロレンソはブルノで勝利し、その時点で勝利数でロッシを上回ってタイトル争いでもリードを取った。次戦イギリスGPはウェットレースとなり、ロッシはマルケスとトップ争いを繰り広げたが、マルケスは転倒リタイア、ロッシがシーズン4勝目を挙げて再びチャンピオン争いでもトップに立った。このレースでロレンソは4位に入賞した。サンマリノGPでは5位となり連続表彰台の記録は16で途切れたが、ロレンソはリタイアしポイント差は23へと広がった。第14戦アラゴンGPではロレンソが優勝、ロッシは3位に入り残り4戦で14ポイント差となる。両者が順調にポイントを積み重ねたことで、ヤマハは2010年以来のマニファクチャラーズタイトルを早々に決定した。
日本GPでロッシはペドロサに次ぐ2位となる。ロレンソはポールポジションを獲得したが、タイヤの問題で3位となった。続くオーストラリアGPではロレンソが2位、ロッシが4位となりポイント差は11に縮まった。マレーシアでもロレンソ2位、ロッシ3位という結果でポイント差は7となったが、ロッシはマルケスとの接触でペナルティを受け最終戦バレンシアGPでは最後尾からスタートすることとなる。バレンシアでロッシは最後尾から4位まで追い上げたものの、ロレンソが優勝したことで7ポイント差を逆転され、ロレンソが5ポイント差を付けてタイトルを獲得した。
2021
2021年は長く在籍していたヤマハファクトリー・チームを離れ、ペトロナス・ヤマハ・SRTに移籍する。チームメイトは2017年Moto2チャンピオンであり自身の弟子であるフランコ・モルビデリ。この年のロッシはデビュー以来最もと言える苦戦を強いられた。その影響もあってかサマーブレイク中に引退を表明。最終戦バレンシアGPを最後にMotoGPを引退した。MotoGPレジェンドとして、殿堂入りを果たす。

## ライバル関係
チャンピオンを争うライバルとの関係では、初期にはマックス・ビアッジとの不仲が知られた。ビアッジとの関係は90年代半ばに始まり、2000年シーズンまで続いた。緊張関係はロッシが世界選手権を連覇したことと、ビアッジが自らへのサポート体制の構築に苦戦し始めるようになるにつれて弱まっていった。
「バレンティーノ・ロッシ自叙伝 What If I'd Never Tried It?」では、ロッシはビアッジとの対立の理由および緊張に至った事件のいくつかに関して語っている。ドキュメント映画『ファスター』にはそういったエピソードのうち、レース中にビアッジが肘でロッシを押し出したり、レース後の表彰式を待つ間に乱闘寸前になったりした模様が収められている。
2003年、2004年シーズンのライバルとなったのはセテ・ジベルナウであった。ジベルナウはサテライトチームであるチーム・グレシーニ・モビスター・ホンダのRC211Vに乗り、2005年はファクトリー仕様のRC211Vの開発も担当した。両者は当初好意的な関係にあり、ジベルナウはロッシがイビサ島の別荘で開いたパーティーに参加したりもしていた。その関係は2004年シーズンが始まると変化し、「カタール事件」で決定的な物となった。第13戦カタールGPにおいて、ロッシのチームクルーがトラクションを上げるためにレース前にスターティンググリッド上を「掃除」していたことが問題視され、ロッシは同様の行為を行っていたマックス・ビアッジと共にペナルティを受けてグリッド後方に降格させられた。この告発を行ったチームの中に、ジベルナウの所属するチーム・グレシーニが含まれていた。ロッシとチーフエンジニアのジェレミー・バージェスは、同様の行為は他チームも以前に行っていたと主張した。

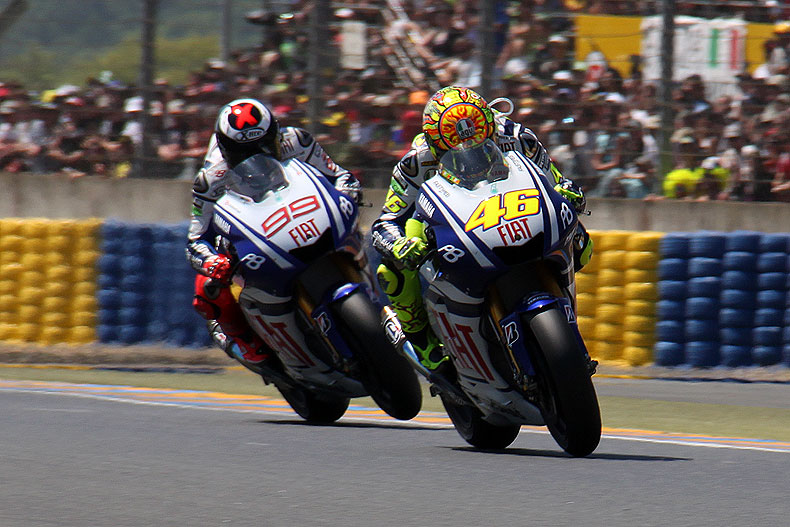
ホルヘ・ロレンソとロッシ、2010年フランスGP。

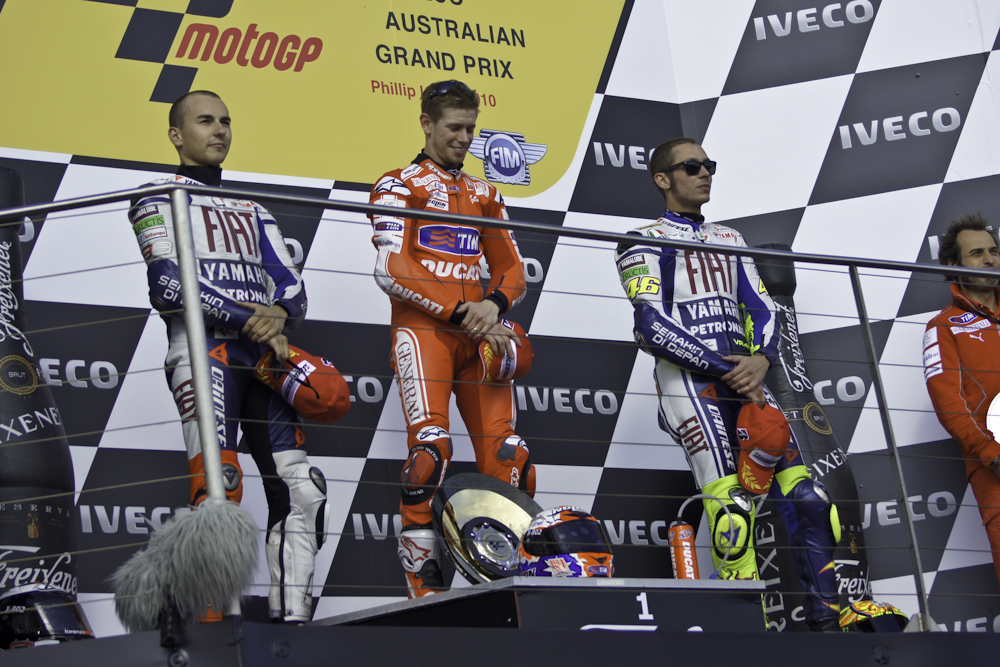
2010年オーストラリアGPの表彰台、ロレンソ、ケーシー・ストーナー、ロッシ。

以降両者は会話をすることも無くなった。ロッシはジベルナウに対して心理的圧力を加えるためにこの事件を利用した。カタールGPはジベルナウが優勝し、ロッシは転倒リタイアした。ロッシはこれに腹を立て、ジベルナウに対して「お前はもう2度とレースに勝てない」と宣告した。ロッシはこの「カタールの呪い」を否定するが、この「呪い」は現実となり、ジベルナウは以後全く勝てないままキャリアを終えた。スペインやイタリアのメディアのいくつかはこの「呪い」のことを取り上げている。
この他、2005年スペインGPでロッシは最終ラップの最終コーナーで強引にジベルナウのインを突き、弾き出して優勝した。レース後は接触について謝罪せず、表彰式ではブーイングを浴びている。
2007年にライバルとして現れたのはケーシー・ストーナーだった。ドゥカティに乗った若いオーストラリア人ライダーは2007年の開幕戦に優勝し、その後も勝利を積み重ねてタイトルを獲得した。ロッシとストーナーのライバル関係は2008年アメリカGPで頂点に達した。幾度となく順位を入れ替えた後、ロッシはコークスクリューでストーナーに追いついた。ロッシは大胆にも縁石よりさらにイン側のダートに外れてストーナーを追い抜き、コースに戻ったとき両者は接触した。数ラップ後、ストーナーは11コーナーでグラベルにコースアウト、どうにか復帰して2位に入ったが、ロッシが優勝した。レース後にストーナーは「僕は史上最も偉大なライダーの一人に対する敬意を失った。」とコメントした。このコメントに関して、ストーナーは次戦でロッシに謝罪した。その後も2011年アメリカGPでは挑発的な言動を応酬したりもしている。
2008年には期待の新星、ホルヘ・ロレンソがファクトリー・ヤマハに加入しロッシのチームメイトとなり、新たなライバル関係が生じた。ロレンソはラグナ・セカと中国で大きくクラッシュし、その年のタイトルはロッシが獲得した。2009年はバレンシア、アッセン、ザクセンリンクなどで厳しいバトルを制し、ロッシが優勝した。特に、ロレンソのホームであるカタルーニャでロッシは最終コーナーでロレンソをパスして勝利した。ロッシはこの年もタイトルを獲得したが、翌2010年は肩の怪我や第4戦ムジェロでの骨折が影響し、ロレンソがMotoGPクラスで初のタイトルを獲得した。

## エピソード

### ニックネーム

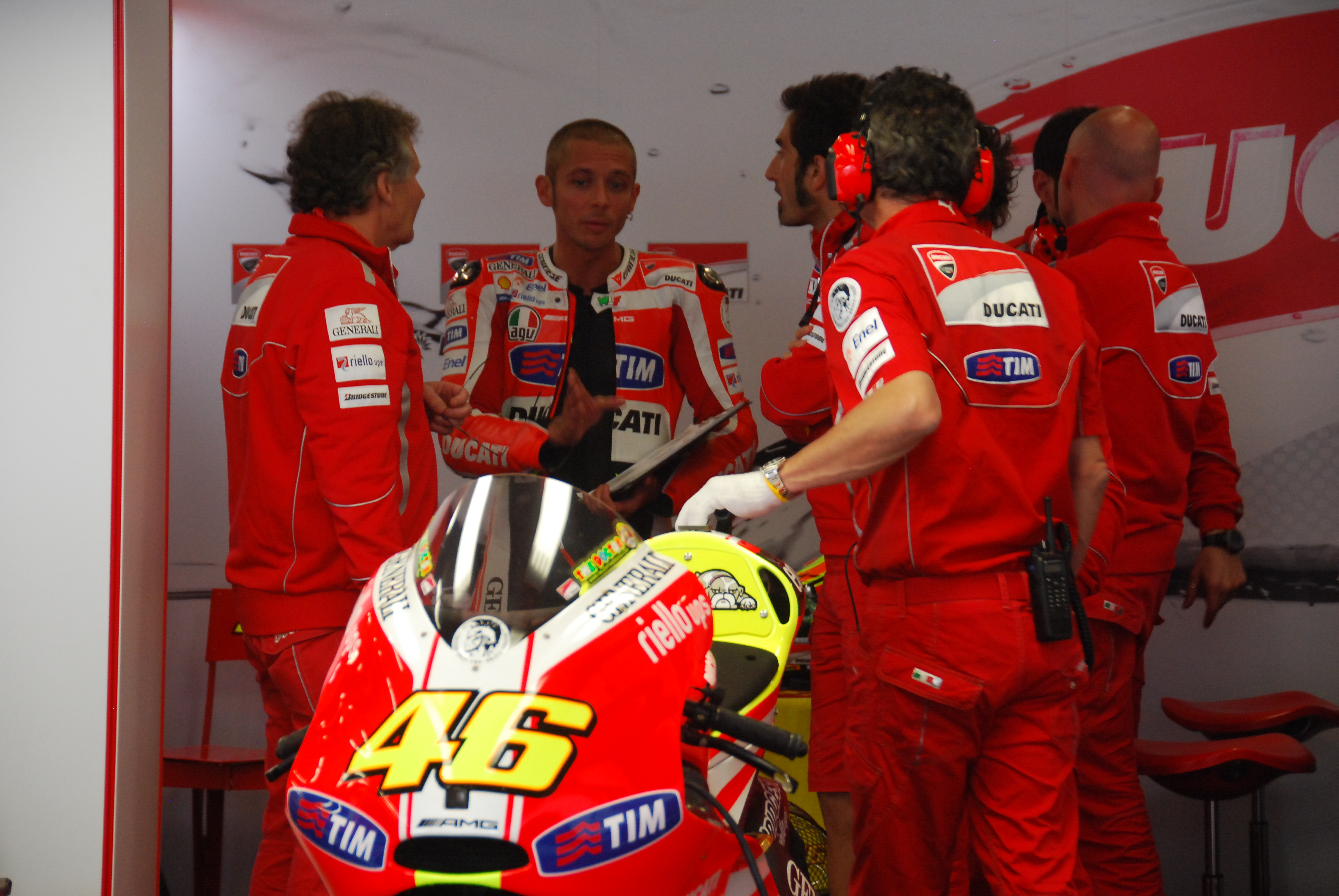
2011年ポルトガルGP。

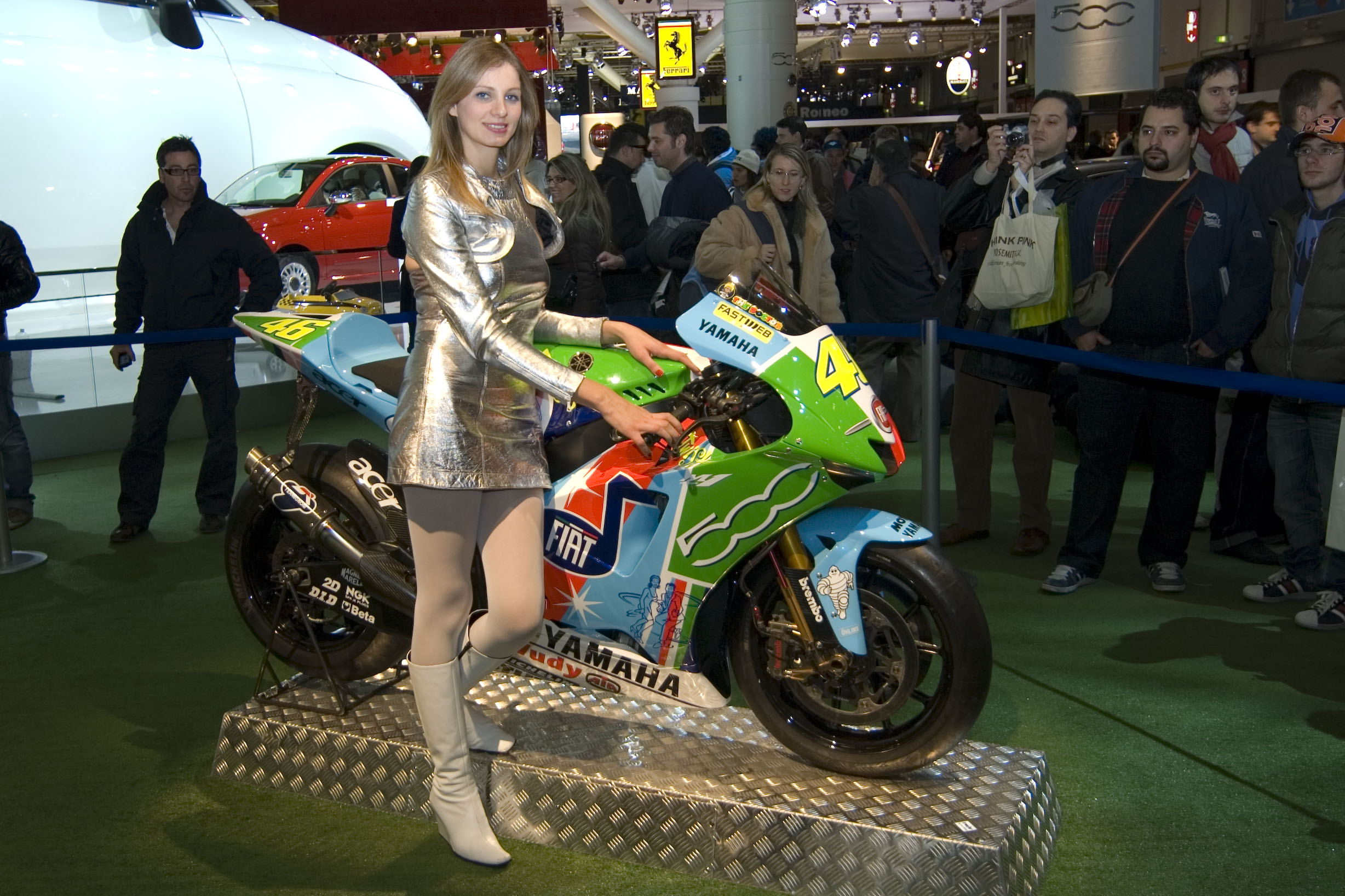
ロッシのヤマハ・YZR-M1。2007年ボローニャモーターショー。

キャリア初期からロッシは多くのニックネームを持っているが、最高峰クラスを制してからは「ザ・ドクター」が代表的なニックネームとなっている。「ザ・ドクター」を使う理由として大きく2つが挙げられるが、1つはイタリアで学位を得た際の称号である「ドクター」と、医者のようにマシンをセットアップするというのをかけているという説がある。
この他にも、若手時代、日本人GPライダー阿部典史の大ファンだったことで知られ（阿部がワイルドカード参戦した1994年日本GPの走りを見て憧れたという）、阿部への尊敬から自らにろっしふみ（ロッシ＋のりふみ）というニックネームを付けたほどだった。また、阿部のニックネーム「ノリック」にならい、Valentinic（バレンティニック）と書いたロゴをマシンに貼ったこともある。それ故2007年10月阿部の交通事故死に対し、ロッシは大きなショックを受け、直後に行われたオーストラリアGPで「ノリックは僕のアイドル。唯一サインを求めたライダーだ」と阿部への追悼コメントを述べ、決勝には喪章を付けて臨んだ。
また、もう一人のアイドルはWRCドライバーのコリン・マクレーで､この年相次いで二人のアイドルを失ったロッシは「2007年はよくない年だ」と語った。
ヘルメットには友人グループの愛称「チワワ族 The Tribe of the Chihuahua」がペイントされ、革スーツには「WLF」の文字が縫い付けられるが、これは「Viva La Figa」の略である。「W」は「ViVa」の2つの「V」を意味する。ロッシは蛍光イエローが好みの色であり、スーツのデザインによく取り入れているが、このことから解説者のトビー・ムーディやジュリアン・ライダーは最近ロッシを「蛍光ペン Highlighter Pen」と呼ぶようになった。
かつてチームメイトであったコーリン・エドワーズや、何人かのテレビジャーナリストは「the GOAT」（史上最も素晴らしい、Greatest Of All Time）とも呼ぶ。

### ゼッケン
ロッシはGPデビュー以来一貫して"46"のゼッケンナンバーを使い続けている。この番号は父グラツィアーノが現役時代の1979年に優勝した3戦で使用していた番号である。MotoGPでは前年のチャンピオンに「1」を付ける権利があり、それを用いるのが一般的であるが、バリー・シーンがタイトルを獲った翌年も初めて同じゼッケン（#7）を使用したように、ロッシもチャンピオンになった翌年も「46」を使っている。チャンピオンを獲得した翌年は革スーツの肩にNo.1を貼り付けている。ロッシと父親のつながりは深く、2007年には親子でヤマハのCMに出演した。
2022年5月14日、MotoGPにおいて愛用したゼッケンナンバー"46"が永久欠番になることが発表された。

## 四輪競技での活躍

### F1
シーズンオフの2006年1月31日、2月1日、2日にバレンシアで行われたフェラーリのF1テストに参加し、2007年からF1に転向するという噂が流れた。1日目は濡れた路面でスピン、コースアウトしてグラベルトラップに捕まった。2日目は15名中9位のタイムを記録し、ミハエル・シューマッハから約1秒遅れのタイムであった。シューマッハ自身は全体ではトップから3番目のタイムであり、ロッシはマーク・ウェバー、デビッド・クルサード、ヤルノ・トゥルーリよりも速かった。テストの最終日にシューマッハのベストタイムから0.5秒遅れのタイムをたたき出した。シューマッハはロッシの才能を称え、F1に転向してもすぐに競争力を発揮できると語った。
2006年5月、自身のモーターバイクへの仕事が「終わった」と感じるまでMotoGPに留まると発表した。フェラーリのシューマッハはそれを聞いて「悲しい」と感じたと語ったが、その決定を支持した。
2007年にもフェラーリでのテストや、何回かのラリー出場からF1やWRCへの転向が取りざたされたが、ロッシはMotoGPに留まることを決心した。「僕は2008年までヤマハとの契約を持っている。」とロッシは語った。「それが終了したとき、僕たちは見るだろう。僕が確信しているのは、31歳か32歳になるまでは乗り続けるだろうということだ。僕は次の2～3シーズン以内に新しい刺激を探すつもりだが、当分は完全にモチベーションを保っているよ。」ロッシはヤマハと2010年までの新たな2年契約にサインした。
しかしながら、2010年1月21日、22日に古いフェラーリのF1をテストする間に、フェラーリF1のチーム代表であるステファノ・ドメニカリは、ロッシにヤマハとの契約が終わる2011年からフェラーリのサードカーを走らせるという可能性を語った。ジョン・サーティース以来となる2輪・4輪ダブルチャンピオンの期待がかけられたが、2013年にF1参戦の夢が終わったことを認めた。

### ラリー

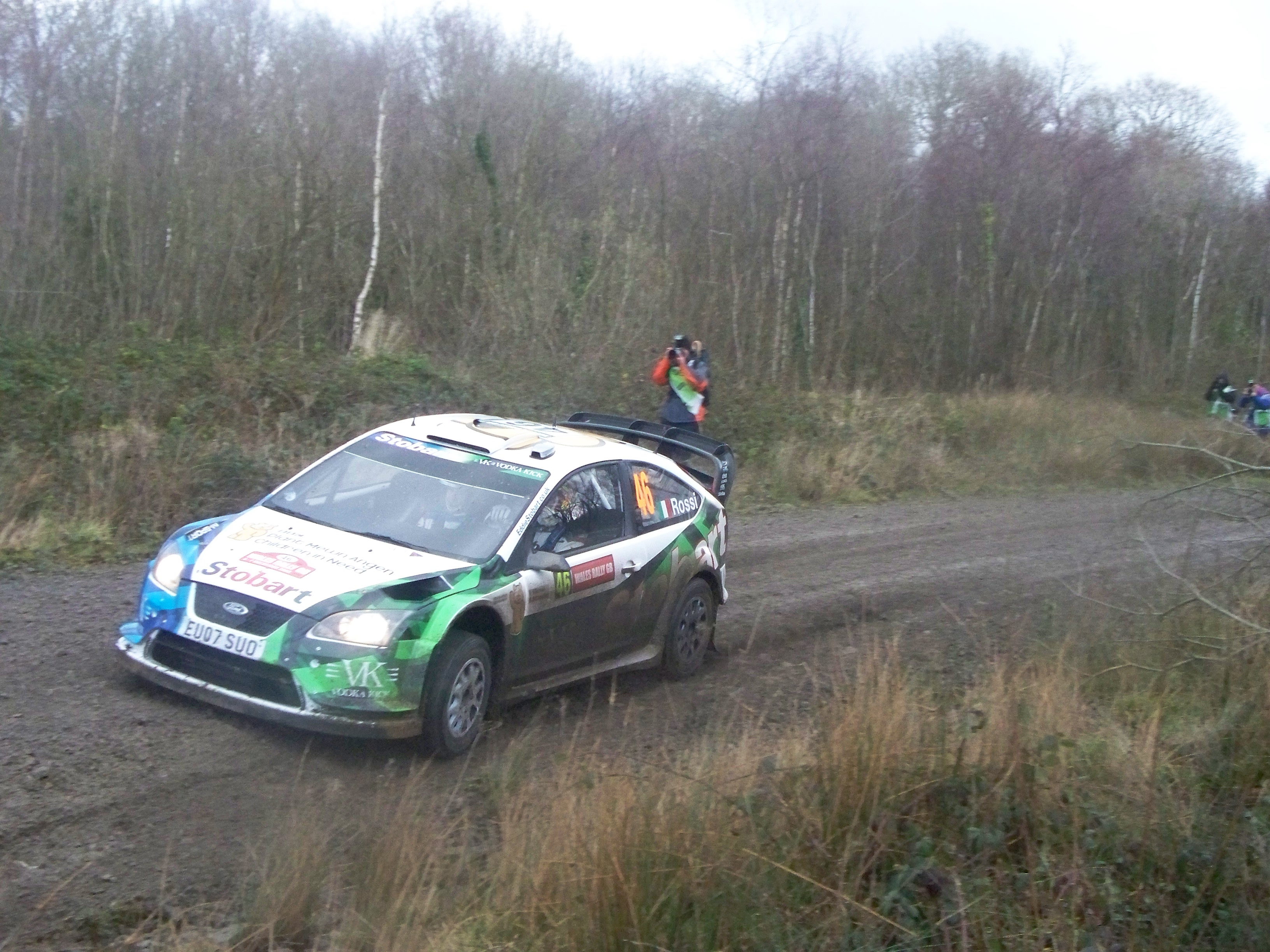
2008年ラリーGB

ロッシはラリーにも非常に強い関心を持ち、実際に参戦するなどその関心はF1以上である。幼い頃からの彼の英雄の一人はWRCチャンピオンのコリン・マクレーであった。伝説的ラリードライバーのマクレーはロッシにラリーカーの運転の基礎を教えた。両者は2005年のモンツァ・ラリーショーで対決し、マクレーはシュコダ・ファビアWRC、ロッシはスバル・インプレッサWRCをドライブした。この対決ではロッシが勝利している。ロッシが世界ラリー選手権に初めて公式に出場したのは2002年のラリー・グレートブリデンで、周囲からの大きな注目を集めてプジョー・206WRCをドライブしたが、2本目のスペシャルステージ (SS) でコースアウトと、無念の結果に終わった。
2006年10月には、その年のラリー・ニュージーランド（11月17日-19日開催）に出場することが発表された。スバル・インプレッサWRC04をドライブ、絶対完走を目標にスタートし序盤はグループNより遅かったが、持ち前の適応能力を発揮して最後は39人中11位でフィニッシュした。また、同年のモンツァ・ラリーショーにはフォード・フォーカス RS WRC04で出場、2005年の勝者リナルド・カペッロを24秒差、7ステージ中5勝を挙げて打ち破った。大接戦となったファイナルでは、元WRCチャンピオンのディディエ・オリオールを7秒差で凌いだ。ロッシはその後、ショーの中で2007年のラリー・グレートブリデンへの出場を発表したが、実際には出場は取りやめられた。2007年のモンツァ・ラリーショーではロッシは再び優勝している。
彼はチャンピオン獲得後の慌ただしいスケジュールを縫って2002年と同じラリー・グレートブリデンに出場した。当初はインプレッサWRC2008をドライブする予定であったが、代わりにフォード・フォーカスRS WRC07をドライブ。優勝者のセバスチャン・ローブから13分20秒4遅れの12位でフィニッシュした。
WRCの3度の出場時とも、カーナンバーは「46」。特に、初めてのWRC出場となった2002年は、運営上の都合により37から50までが欠番となっていた為、年間を通じて40番台を付けて出場したのはロッシのみであった。
2010年1月、ロッシはオートバイレースを引退したら、ラリーへの転向を望んでいると語った。「人間の肉体は22歳から34歳までそれほど変化しないから、僕にはまだ時間がある。僕は4輪への転向を考えている。それは多分ラリーだろうが、気楽にやると最終的に決めるだろう。… F1がより簡単であることは知っているが、MotoGPを引退する頃には僕は年を取り過ぎているだろう。」と語った。
2010年3月にイタリアの外務大臣フランコ・フラッティーニは、イタリアの国際的イメージを向上させたとしてロッシに最初のWinning Italy Awardを授与した。
イタリアで毎年12月に行われるモンツァ・ラリーショーにも00年代からトヨタ・カローラWRCやフィエスタWRCなどで参戦し、ティエリー・ヌービルやテーム・スニネンといったWRCのレギュラードライバーすら幾度も破り、2018年までに4連覇を含む7度もの優勝を収めている。

### その他
2013年、ロッシはシャーロット・モーター・スピードウェイでカイル・ブッシュがNASCARネイションワイド・シリーズで使用するストックカーのテストドライブを行った。ロッシは時速185マイルの最高速度を達成したが、これはネイションワイド・シリーズのトップ15に入る速度であった。

### 二輪引退後
2022年、GTワールドチャレンジ・ヨーロッパ・エンデュランスカップにチーム・WRTからニコ・ミュラー等と参戦。
2022年12月、BMWが翌シーズンよりロッシとワークスドライバーとしての契約を結ぶことを発表した。これにより、ロッシはチームWRT以外のBMWのモータースポーツ活動にも参加することになる。

## チームオーナーとして
ロッシはスカイ・レーシングチーム・バイ VR46のオーナーである。同チームは2014年にMoto3クラスにデビュー、ライダーはロマーノ・フェナティとフランチェスコ・バグナイアが起用された。2015年シーズンバグナイアに代わってアンドレア・ミグノが起用された。

## ライディングギアとデザイン

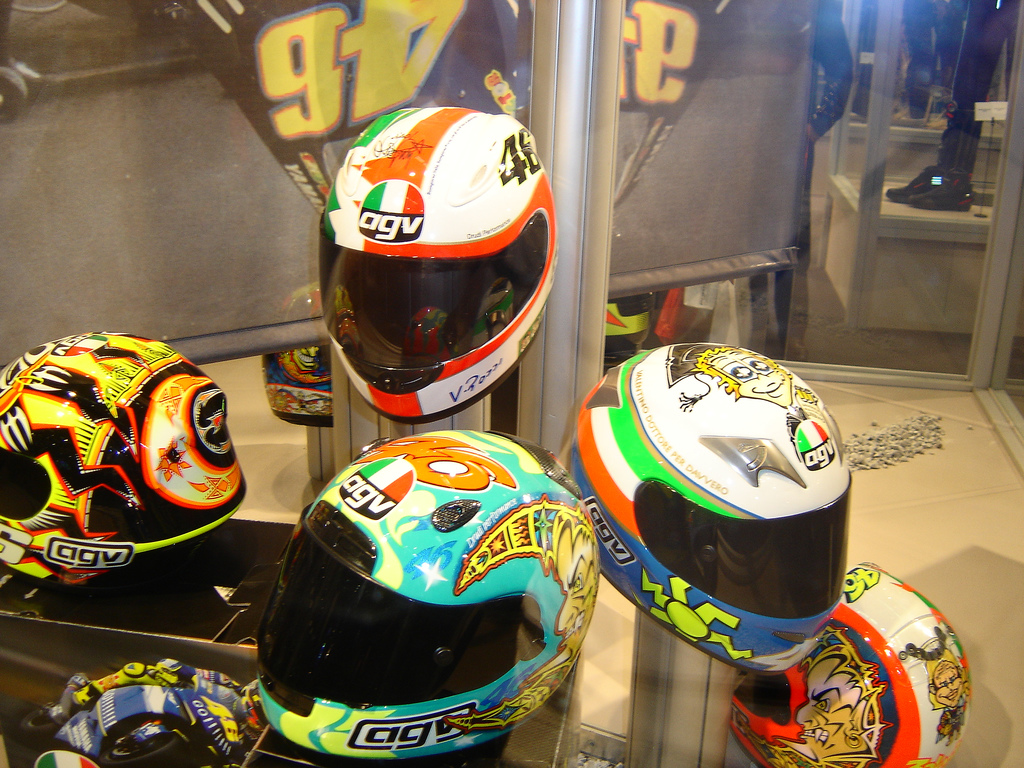
多彩なヘルメットデザイン

ロッシはビジュアルデザインに対する大きなこだわりを持っている。ヘルメット、ツナギやマシンにキャラクター、パロディなどの遊び心にあふれたステッカーを多数製作、貼付したり、スペシャルペイントを行っている。ヘルメットデザインの多彩さは他のライダーの及ぶところになく、毎年2～3つのデザインを1シーズンのうちに使用している。地元イタリアGPでは毎年スペシャルデザインを用意している。2001年までは地元イタリアGPでマシン自体にスペシャルカラーを施していた。デザインで最も用いられるモチーフが月と太陽であり、これはロッシ自身の二面性を表しているという。使用するヘルメットメーカーは一貫してイタリアのAGV。現在のグラフィック担当はアルド・ドルディ。2008年イタリアGPでは、自らの顔写真をヘルメット頭頂部にデザインし（ストレートなどで伏せると正面を向くようになっている、この時の顔は「ブレーキングポイントで踏ん張った時の顔」であった）特に話題を呼んだ。
パロディ、自虐ネタが好きで、2004年序盤に4位が続いて迎えた地元イタリアGPでは、ヘルメットに木のメダルをデザインし（金・銀・銅に次いで4位は木という意味で、イタリアの洒落である）、「自分には4位がお似合いだ」というメッセージを込めた（結果は優勝）。また不振が続く2006年には、シートカウルが定位置になっているブルドッグのステッカーにランキング1位のライダーと自分とのポイント差を気温差のように表示し、ポイント差が開くとマイナスの度合いが開きブルドッグが凍えていく、という皮肉なデザインを使っていた（普段のブルドッグは暑そうにしている。最大時にはブルドッグはアイスブロックで覆われていたが、その後ポイントが縮まりアイスブロックは撤去された）。
革ツナギなどのライディングウェアは、GPデビュー時から全て同じくイタリアのダイネーゼと契約している。1996年、1997年にはアルパインスターがチームのスポンサーとなったが、このときもダイネーゼのツナギを使用した。その後ヤマハに加入すると、チームはアルパインスターのシャツを採用していたが、ロッシはダイネーゼとの契約を維持した。2011年、2012年はドゥカティのファクトリー・チームに加入し、チームはプーマのシャツを採用していたが、ここでもロッシはダイネーゼとの契約を維持した。

## 乗車前の「儀式」

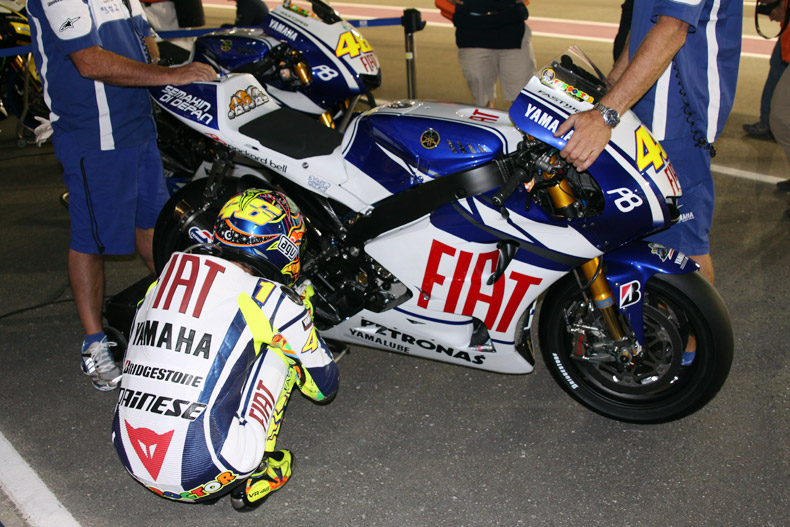
2010年カタールGPにて。

ロッシは非常に信心深く、レース開始前、ピットから出て行く際には必ず精神統一の「儀式」を行うのは有名である。レース当日は、いつもMoto3のレースでスタートシグナルがどのくらい点灯しているかを確認し、その後、乗車前（プラクティス、予選、決勝いずれも）には必ずバイクから約2mの位置に立ち、続いてしゃがみこみ、マシンの右ステップを掴む。インタビューでは「それはただ集中して、僕のバイクと話す瞬間だ。ある場所から次に動くように。」と話している。また、バイクに乗り降りする際も常に同じ動作で行っている。

## ライディングスタイル
ロッシのライディングは長身・長い手足を活かした積極的な荷重コントロールによってマシンの性能を最大限引き出すのが特徴である。また、タイヤのスライド感覚にも優れ、2002年に駆ったホンダRC211Vのエンジンブレーキ（バックトルク）によるリアタイヤのスライドに他のライダーが悩まされる中、ロッシはそのスライドを積極的にコーナリングに活用し、アドバンテージを得ていた。
タイヤのスライド感覚が鋭い為、スリップダウンやハイサイドでの転倒が極端に少なく、ロッシの安定した強さの要因（＝リタイア・怪我が少ない）にもなっている。特にハイサイドの処理は秀逸で、マシンから振り落とされそうになっても、一瞬早く反応して収束させてしまうライダーは稀有である。受け身も巧い為、転倒した場合にも大怪我を負いにくいという強みも併せ持つ。また、ロッシは世界選手権に125ccクラスでデビューしてからの連続出走記録を更新し続けていたが、2010年6月のイタリアGPフリー走行で右脛骨を開放骨折し、予選から欠場となり、最終的に230試合連続出場という記録となった。
その一方で雨には弱く、著しく成績が下がるか転倒といったパターンも見られていた。目立つ所では2001年イタリアGP、本来得意なムジェロで最終ラップで転倒し、雨に弱いイメージの一因となっている。しかし後には雨を克服した様で、2005年の中国GPでは、雨のレースでオリビエ・ジャックを抑え優勝を飾っている。
レーススタイルとしては典型的な「差し馬」型で、トップを走るライダーの後にぴったり付き、ラスト2～3周でスパート・優勝というパターンがホンダ時代には多く見られた。ヤマハに移籍してからは、マシンの違いから他の勝ち方も見られるが大きくは変わってはいない。予選一発の速さには他のライダーには負ける事があっても、予選4番手以降（フロントローが取れなくとも）から気付けばトップというレース展開は定番である。
2009年のドイツGPで最多表彰台記録に並び、一発の速さもある、ロングディスタンスの速さもあると、まさしく絶対王者としての地位を確立させている。
近年、ブレーキング時にコーナー内側の足をステップからわざと外すスタイルが流行している。これに対しロッシは「バイク上で更に前輪へ荷重がかかるように感じるから」としているが、データロガーの回収情報では何も差が無く、速くなってもいない事も認めている。
今まで125cc、250cc、500cc、鈴鹿8時間耐久レースと、チャンピオンを獲る、若しくはビッグレースで勝つというのは全て2年目で達成している。一つだけの例外がMotoGPクラスでのチャンピオンで、これだけは1年目に達成している。しかしMotoGPが800ccになった際には、やはり2年目で達成している為、1年を通しマシンを育てていき、2年目で結果を出すというのが本人のスタイルの様である。

## 私生活
タヴッリアの実家を出た後、彼はミラノに移り住んだ。ホンダとの契約期間にはロンドンに居住していた。この期間にイビサ島の別荘を購入している。課税に関する裁判が始まった後はイタリアに戻り、家族の近くに暮らしていた。実践的なカトリック教徒である。

### 年収
2005年の推定年収は33億円。2006年収入はスポーツ紙スポルトによるとスポーツ界ランキング7位（約35億円）で、サッカー選手のロナウジーニョ（8位）や野球選手のデレク・ジーター（10位）より上だった。スポーツ・イラストレイテッド誌によると、2007年には約39億円（3400万ドル）を稼いでいる。2009年にフォーブス誌は、世界で高収入のアスリートランキングで、2008年に約36億円（3500万ドル）の収入があったロッシを9位とした。

### 脱税疑惑
2007年にイタリアの税務当局は、ロッシが海外収入の扱いを巡って脱税疑惑で調査されていたと発表した。当局によると、2000年から2004年の収入1億1200万ユーロが申告されていなかったとする。当時ロッシはロンドンに居住し、イギリスで個人マネージメント会社を設立した。ロッシ側は税率の低いイギリスで納税すれば良かったと考えたが、イタリアの税務当局は当時のロッシの居住地であるロンドンの住所は虚偽であり、事実上の生活拠点はイタリアにあるとした。ロッシは「ロンドンに居住しているが、住所は定められない。」とコメントした。ロッシには約6,000万ユーロ（約64億2千万円）の脱税容疑がかけられたが、2008年2月に課税問題について税務当局と解決したと発表し、3500万ユーロを支払った。

### その他の趣味
可能な限り自らの私生活を世間の目から遠ざけようとしている。しかしながら、サッカーへの興味は隠そうとせず、好きなチームはイタリア1部リーグ・セリエAのインテル・ミラノである。国内代表が優勝した2006年ワールドカップドイツ大会直後の開催だったドイツGPで優勝。その表彰式にて、ワールドカップ決勝戦でジネディーヌ・ジダンから頭突きを受けたマルコ・マテラッツィの代表ユニフォームを着て表彰台に上がった。ユニフォームはマテラッツィに優勝を祝福する連絡をした所、本人からそのお礼に送られたものだった。また、2009年に9度目の世界タイトルを勝ち取った後、インテルは公式ホームページでロッシのタイトル獲得を祝福した。2015年アルゼンチンGPで優勝した際、ディエゴ・マラドーナのレプリカユニフォームを着て表彰台に上った。マラドーナはフェイスブックで優勝を祝福した。

### 性格
イタリア人らしく非常に陽気な性格で知られる。ファンサービス精神にあふれており、ウィニングラップではウィリー、バーンアウトを積極的に行ったり、後述のイベントなどで観客を楽しませる。
しかしレースに対する姿勢は非常にプロフェッショナルであり、テストを積極的にこなしマシン開発に尽力する。また自らのミスで成績が芳しくない時などは無口で厳しい表情を見せるが、自身、同郷と言うことで応援していたマッシミリアーノ・ビアッジの、上手くいかない際はマシンのせい、スタッフのせいというあまりの態度に辟易した過去もあり、リタイアの原因がマシントラブルにあったとしても、公の場でスタッフを責める発言は口にしない。また勝利の際は必ずチームとスタッフに謝意を述べる。こうした性格のギャップもロッシの魅力の一つである。

## その他
- 大のタバコ嫌いとして有名で、以前、タバコ会社がスポンサーを務めるチームからのオファーを蹴って比較的ギャラの低いレプソル・ホンダに所属していた。ただし、ヤマハ移籍後2年間は、ゴロワーズ、キャメルとタバコ会社がスポンサーを務めるチームに所属していた。
- 個人スポンサーとしてイタリアのビールブランドであるナストロ・アズーロがついていた。ナストロ・アズーロは、500cc時代まではロッシの所属チームのメインスポンサーを務めていた。
- 世界中を転戦するMotoGPであるが、彼のファンクラブは熱心に全てのレースに帯同し、ロッシが勝つとウィニングラップにコースに出てきてロッシと喜びを分かち合う。チャンピオン獲得など記念すべきレースでは何らかのイベントを用意している場合が多い。
- イタリア国内でも勿論人気は高く、様々な番組にて彼は登場、または取り扱われているが、ロッシの特徴的な癖の一つである股間を触る行為をイタリアのコメディアンに頻繁に真似されている。
- 01年に行われたインタビューで、アプリリアと契約していた時代から、プライベートのバイクとしてホンダのバイクを所有していたと発言している。プライベートのバイクとして、01年当時はホンダ・VTR1000 SP-1とホンダ・CBR600Fを所有していた。[105]
- エナジードリンクのモンスターエナジーには彼とコラボしたものがあり、日本では2017年に数量限定で販売された[106]。

## 戦績

### ロードレース世界選手権

#### シーズン別
| 年     | クラス | 車両                            | チーム                           | 出走回数 | 優勝回数 | 表彰台 | PP | FL | ポイント | ランキング | タイトル |
| ------ | ------ | ------------------------------- | -------------------------------- | -------- | -------- | ------ | -- | -- | -------- | ---------- | -------- |
| 1996年 | 125cc  | アプリリア・RS125R              | スクーデリア AGV アプリリア      | 15       | 1        | 2      | 1  | 2  | 111      | 9位        | 0        |
| 1997年 | 125cc  | アプリリア・RS125R              | ナストロ・アズーロ アプリリア    | 15       | 11       | 13     | 4  | 7  | 321      | 1位        | 1        |
| 1998年 | 250cc  | アプリリア・RS250               | ナストロ・アズーロ アプリリア    | 14       | 5        | 9      | 0  | 3  | 201      | 2位        | 0        |
| 1999年 | 250cc  | アプリリア・RS250               | ナストロ・アズーロ アプリリア    | 16       | 9        | 12     | 5  | 8  | 309      | 1位        | 1        |
| 2000年 | 500cc  | ホンダ・NSR500                  | ナストロ・アズーロ ホンダ        | 16       | 2        | 10     | 0  | 5  | 209      | 2位        | 0        |
| 2001年 | 500cc  | ホンダ・NSR500                  | ナストロ・アズーロ ホンダ        | 16       | 11       | 13     | 4  | 10 | 325      | 1位        | 1        |
| 2002年 | MotoGP | ホンダ・RC211V                  | レプソル・ホンダ・チーム         | 16       | 11       | 15     | 7  | 9  | 355      | 1位        | 1        |
| 2003年 | MotoGP | ホンダ・RC211V                  | レプソル・ホンダ                 | 16       | 9        | 16     | 9  | 12 | 357      | 1位        | 1        |
| 2004年 | MotoGP | ヤマハ・YZR-M1                  | ゴロワーズ・フォルトゥナ・ヤマハ | 16       | 9        | 11     | 5  | 3  | 304      | 1位        | 1        |
| 2005年 | MotoGP | ヤマハ・YZR-M1                  | ゴロワーズ・ヤマハ・チーム       | 17       | 11       | 16     | 5  | 6  | 367      | 1位        | 1        |
| 2006年 | MotoGP | ヤマハ・YZR-M1                  | キャメル・ヤマハ・チーム         | 17       | 5        | 10     | 5  | 4  | 247      | 2位        | 0        |
| 2007年 | MotoGP | ヤマハ・YZR-M1                  | フィアット・ヤマハ・チーム       | 18       | 4        | 8      | 4  | 3  | 241      | 3位        | 0        |
| 2008年 | MotoGP | ヤマハ・YZR-M1                  | フィアット・ヤマハ・チーム       | 18       | 9        | 16     | 2  | 5  | 373      | 1位        | 1        |
| 2009年 | MotoGP | ヤマハ・YZR-M1                  | フィアット・ヤマハ・チーム       | 17       | 6        | 13     | 7  | 6  | 306      | 1位        | 1        |
| 2010年 | MotoGP | ヤマハ・YZR-M1                  | フィアット・ヤマハ・チーム       | 14       | 2        | 10     | 1  | 2  | 233      | 3位        | 0        |
| 2011年 | MotoGP | ドゥカティ・デスモセディチ GP11 | ドゥカティ・チーム               | 17       | 0        | 1      | 0  | 1  | 139      | 7位        | 0        |
| 2012年 | MotoGP | ドゥカティ・デスモセディチ GP12 | ドゥカティ・チーム               | 18       | 0        | 2      | 0  | 1  | 163      | 6位        | 0        |
| 2013年 | MotoGP | ヤマハ・YZR-M1                  | ヤマハ・ファクトリー・レーシング | 18       | 1        | 6      | 0  | 1  | 237      | 4位        | 0        |
| 2014年 | MotoGP | ヤマハ・YZR-M1                  | モビスター・ヤマハ MotoGP        | 18       | 2        | 13     | 1  | 1  | 295      | 2位        | 0        |
| 2015年 | MotoGP | ヤマハ・YZR-M1                  | モビスター・ヤマハ MotoGP        | 18       | 4        | 15     | 1  | 4  | 325      | 2位        | 0        |
| 2016年 | MotoGP | ヤマハ・YZR-M1                  | モビスター・ヤマハ MotoGP        | 18       | 2        | 10     | 3  | 2  | 249      | 2位        | –        |
| 2017年 | MotoGP | ヤマハ・YZR-M1                  | モビスター・ヤマハ MotoGP        | 17       | 1        | 6      | 0  | 0  | 208      | 5位        | –        |
| 2018年 | MotoGP | ヤマハ・YZR-M1                  | モビスター・ヤマハ MotoGP        | 18       | 0        | 5      | 1  | 0  | 198      | 3位        | –        |
| 2019年 | MotoGP | ヤマハ・YZR-M1                  | モンスター・ヤマハ MotoGP        | 19       | 0        | 2      | 0  | 1  | 174      | 7位        | –        |
| 2020年 | MotoGP | ヤマハ・YZR-M1                  | モンスター・ヤマハ MotoGP        | 12       | 0        | 1      | 0  | 0  | 66       | 15位       | –        |
| 2021年 | MotoGP | ヤマハ・YZR-M1                  | ペトロナス・ヤマハ・SRT          | 20       | 0        | 0      | 0  | 0  | 44       | 18位       | –        |
| 合計   | 合計   | 合計                            | 合計                             | 432      | 115      | 235    | 65 | 96 | 6357     |            | 9        |

#### クラス別
| クラス | シーズン    | デビュー戦       | 初表彰台           | 初勝利         | 出走数 | 勝利数 | 表彰台数 | PP | FL | ポイント | タイトル |
| ------ | ----------- | ---------------- | ------------------ | -------------- | ------ | ------ | -------- | -- | -- | -------- | -------- |
| 125 cc | 1996-1997   | 1996年マレーシア | 1996年オーストリア | 1996年チェコ   | 30     | 12     | 15       | 5  | 9  | 432      | 1        |
| 250 cc | 1998-1999   | 1998年日本       | 1998年スペイン     | 1998年オランダ | 30     | 14     | 21       | 5  | 11 | 510      | 1        |
| 500 cc | 2000-2001   | 2000年南アフリカ | 2000年スペイン     | 2000年イギリス | 32     | 13     | 23       | 4  | 15 | 534      | 1        |
| MotoGP | 2002- 2021  | 2002年日本       | 2002年日本         | 2002年日本     | 333    | 76     | 176      | 51 | 61 | 4881     | 6        |
| 合計   | 1996 - 現在 | 1996 - 現在      | 1996 - 現在        | 1996 - 現在    | 430    | 115    | 235      | 65 | 96 | 6357     | 9        |

#### レース別
（凡例）（太字はポールポジション、斜体はファステストラップ）
| 年     | クラス | チーム     | 1       | 2       | 3       | 4       | 5       | 6       | 7       | 8       | 9       | 10      | 11      | 12      | 13      | 14      | 15      | 16      | 17     | 18      | 19     | 順位 | ポイント |
| ------ | ------ | ---------- | ------- | ------- | ------- | ------- | ------- | ------- | ------- | ------- | ------- | ------- | ------- | ------- | ------- | ------- | ------- | ------- | ------ | ------- | ------ | ---- | -------- |
| 1996年 | 125cc  | アプリリア | MAL 6   | INA 11  | JPN 11  | SPA 4   | ITA 4   | FRA Ret | NED Ret | GER 5   | GBR Ret | AUT 3   | CZE 1   | IMO 5   | CAT Ret | BRA Ret | AUS 14  |         |        |         |        | 9位  | 111      |
| 1997年 | 125cc  | アプリリア | MAL 1   | JPN Ret | SPA 1   | ITA 1   | AUT 2   | FRA 1   | NED 1   | IMO 1   | GER 1   | BRA 1   | GBR 1   | CZE 3   | CAT 1   | INA 1   | AUS 6   |         |        |         |        | 1位  | 321      |
| 1998年 | 250cc  | アプリリア | JPN Ret | MAL Ret | SPA 2   | ITA 2   | FRA 2   | MAD Ret | NED 1   | GBR Ret | GER 3   | CZE Ret | IMO 1   | CAT 1   | AUS 1   | ARG 1   |         |         |        |         |        | 2位  | 201      |
| 1999年 | 250cc  | アプリリア | MAL 5   | JPN 7   | SPA 1   | FRA Ret | ITA 1   | CAT 1   | NED 2   | GBR 1   | GER 1   | CZE 1   | IMO 2   | VAL 8   | AUS 1   | RSA 1   | BRA 1   | ARG 3   |        |         |        | 1位  | 309      |
| 2000年 | 500cc  | ホンダ     | RSA Ret | MAL Ret | JPN 11  | SPA 3   | FRA 3   | ITA 12  | CAT 3   | NED 6   | GBR 1   | GER 2   | CZE 2   | POR 3   | VAL Ret | BRA 1   | PAC 2   | AUS 3   |        |         |        | 2位  | 209      |
| 2001年 | 500cc  | ホンダ     | JPN 1   | RSA 1   | SPA 1   | FRA 3   | ITA Ret | CAT 1   | NED 2   | GBR 1   | GER 7   | CZE 1   | POR 1   | VAL 11  | PAC 1   | AUS 1   | MAL 1   | BRA 1   |        |         |        | 1位  | 325      |
| 2002年 | MotoGP | ホンダ     | JPN 1   | RSA 2   | SPA 1   | FRA 1   | ITA 1   | CAT 1   | NED 1   | GBR 1   | GER 1   | CZE Ret | POR 1   | BRA 1   | PAC 2   | MAL 2   | AUS 1   | VAL 2   |        |         |        | 1位  | 355      |
| 2003年 | MotoGP | ホンダ     | JPN 1   | RSA 2   | SPA 1   | FRA 2   | ITA 1   | CAT 2   | NED 3   | GBR 3   | GER 2   | CZE 1   | POR 1   | BRA 1   | PAC 2   | MAL 1   | AUS 1   | VAL 1   |        |         |        | 1位  | 357      |
| 2004年 | MotoGP | ヤマハ     | RSA 1   | SPA 4   | FRA 4   | ITA 1   | CAT 1   | NED 1   | BRA Ret | GER 4   | GBR 1   | CZE 2   | POR 1   | JPN 2   | QAT Ret | MAL 1   | AUS 1   | VAL 1   |        |         |        | 1位  | 304      |
| 2005年 | MotoGP | ヤマハ     | SPA 1   | POR 2   | CHN 1   | FRA 1   | ITA 1   | CAT 1   | NED 1   | USA 3   | GBR 1   | GER 1   | CZE 1   | JPN Ret | MAL 2   | QAT 1   | AUS 1   | TUR 2   | VAL 3  |         |        | 1位  | 367      |
| 2006年 | MotoGP | ヤマハ     | SPA 14  | QAT 1   | TUR 4   | CHN Ret | FRA Ret | ITA 1   | CAT 1   | NED 8   | GBR 2   | GER 1   | USA Ret | CZE 2   | MAL 1   | AUS 3   | JPN 2   | POR 2   | VAL 13 |         |        | 2位  | 247      |
| 2007年 | MotoGP | ヤマハ     | QAT 2   | SPA 1   | TUR 10  | CHN 2   | FRA 6   | ITA 1   | CAT 2   | GBR 4   | NED 1   | GER Ret | USA 4   | CZE 7   | RSM Ret | POR 1   | JPN 13  | AUS 3   | MAL 5  | VAL Ret |        | 3位  | 241      |
| 2008年 | MotoGP | ヤマハ     | QAT 5   | SPA 2   | POR 3   | CHN 1   | FRA 1   | ITA 1   | CAT 2   | GBR 2   | NED 11  | GER 2   | USA 1   | CZE 1   | RSM 1   | IND 1   | JPN 1   | AUS 2   | MAL 1  | VAL 3   |        | 1位  | 373      |
| 2009年 | MotoGP | ヤマハ     | QAT 2   | JPN 2   | SPA 1   | FRA 16  | ITA 3   | CAT 1   | NED 1   | USA 2   | GER 1   | GBR 5   | CZE 1   | IND Ret | RSM 1   | POR 4   | AUS 2   | MAL 3   | VAL 2  |         |        | 1位  | 306      |
| 2010年 | MotoGP | ヤマハ     | QAT 1   | SPA 3   | FRA 2   | ITA DNS | GBR     | NED     | CAT     | GER 4   | USA 3   | CZE 5   | IND 4   | RSM 3   | ARA 6   | JPN 3   | MAL 1   | AUS 3   | POR 2  | VAL 3   |        | 3位  | 233      |
| 2011年 | MotoGP | ドゥカティ | QAT 7   | SPA 5   | POR 5   | FRA 3   | CAT 5   | GBR 6   | NED 4   | ITA 6   | GER 9   | USA 6   | CZE 6   | IND 10  | RSM 7   | ARA 10  | JPN Ret | AUS Ret | MAL C  | VAL Ret |        | 7位  | 139      |
| 2012年 | MotoGP | ドゥカティ | QAT 10  | SPA 9   | POR 7   | FRA 2   | CAT 7   | GBR 9   | NED 13  | GER 6   | ITA 5   | USA Ret | IND 7   | CZE 7   | RSM 2   | ARA 8   | JPN 7   | MAL 5   | AUS 7  | VAL 10  |        | 6位  | 163      |
| 2013年 | MotoGP | ヤマハ     | QAT 2   | AME 6   | SPA 4   | FRA 12  | ITA Ret | CAT 4   | NED 1   | GER 3   | USA 3   | IND 4   | CZE 4   | GBR 4   | RSM 4   | ARA 3   | MAL 4   | AUS 3   | JPN 6  | VAL 4   |        | 4位  | 237      |
| 2014年 | MotoGP | ヤマハ     | QAT 2   | AME 8   | ARG 4   | SPA 2   | FRA 2   | ITA 3   | CAT 2   | NED 5   | GER 4   | IND 3   | CZE 3   | GBR 3   | RSM 1   | ARA Ret | JPN 3   | AUS 1   | MAL 2  | VAL 2   |        | 2位  | 295      |
| 2015年 | MotoGP | ヤマハ     | QAT 1   | AME 3   | ARG 1   | SPA 3   | FRA 2   | ITA 3   | CAT 2   | NED 1   | GER 3   | IND 3   | CZE 3   | GBR 1   | RSM 5   | ARA 3   | JPN 2   | AUS 4   | MAL 3  | VAL 4   |        | 2位  | 325      |
| 2016年 | MotoGP | ヤマハ     | QAT 4   | ARG 2   | AME Ret | SPA 1   | FRA 2   | ITA Ret | CAT 1   | NED Ret | GER 8   | AUT 4   | CZE 2   | GBR 3   | RSM 2   | ARA 3   | JPN Ret | AUS 2   | MAL 2  | VAL 4   |        | 2位  | 249      |
| 2017年 | MotoGP | ヤマハ     | QAT 3   | ARG 2   | AME 2   | SPA 10  | FRA Ret | ITA 4   | CAT 8   | NED 1   | GER 5   | CZE 4   | AUT 7   | GBR 3   | RSM     | ARA 5   | JPN Ret | AUS 2   | MAL 7  | VAL 5   |        | 5位  | 208      |
| 2018年 | MotoGP | ヤマハ     | QAT 3   | ARG 19  | AME 4   | SPA 5   | FRA 3   | ITA 3   | CAT 3   | NED 5   | GER 2   | CZE 4   | AUT 6   | GBR     | RSM 7   | ARA 8   | THA 4   | JPN 4   | AUS 6  | MAL 18  | VAL 13 | 3位  | 198      |
| 2019年 | MotoGP | ヤマハ     | QAT 5   | ARG 2   | AME 2   | SPA 6   | FRA 5   | ITA Ret | CAT Ret | NED Ret | GER 8   | CZE 6   | AUT 4   | GBR 4   | RSM 4   | ARA 8   | THA 8   | JPN Ret | AUS 8  | MAL 4   | VAL 8  | 7位  | 174      |
| 2020年 | MotoGP | ヤマハ     | SPA Ret | ANC 3   | CZE 5   | AUT 5   | STY 9   | RSM 4   | EMI Ret | CAT Ret | FRA Ret | ARA     | TER     | EUR Ret | VAL 12  | POR 12  |         |         |        |         |        | 15位 | 66       |
| 2021年 | MotoGP | ヤマハ     | QAT 12  | DOH 16  | POR Ret | SPA 17  | FRA 11  | ITA 10  | CAT Ret | GER 14  | NED Ret | STY 13  | AUT 8   | GBR 18  | ARA 19  | RSM 17  | AME 15  | EMI 10  | ALG 13 | VAL 10  |        | 18位 | 44       |
| 年     | クラス | チーム     | 1       | 2       | 3       | 4       | 5       | 6       | 7       | 8       | 9       | 10      | 11      | 12      | 13      | 14      | 15      | 16      | 17     | 18      | 19     | 順位 | ポイント |

- シーズン進行途中

#### 鈴鹿8時間耐久ロードレース
| 開催年 | バイク              | チーム                   | パートナー           | 総合順位 |
| ------ | ------------------- | ------------------------ | -------------------- | -------- |
| 2000年 | ホンダ・VTR1000 SPW | カストロール・ホンダ     | コーリン・エドワーズ | リタイア |
| 2001年 | ホンダ・VTR1000 SPW | チーム・キャビン・ホンダ | コーリン・エドワーズ | 1位      |

#### 記録
2020年シーズン終了時点で以下の記録を保持している：
| 記録                                         | 回数                                                                                            |
| 全クラスでの記録                             | 全クラスでの記録                                                                                |
| -------------------------------------------- | ----------------------------------------------------------------------------------------------- |
| 表彰台回数                                   | 235                                                                                             |
| ポールポジション獲得数                       | 61                                                                                              |
| 総獲得ポイント                               | 6,313                                                                                           |
| 連続出走回数                                 | 230 (1996年マレーシアGP-2010年フランスGP)                                                       |
| 連続した優勝経験年                           | 15 (1996年-2010年)                                                                              |
| タイトル獲得排気量クラス                     | 5 (125cc, 250cc, 500cc, 800cc, 990cc)                                                           |
| 優勝期間最長のグランプリライダー             | 19年 + 12日 1996年チェコGP (18 August 1996; 125cc) to 2015年イギリスGP (30 August 2015; MotoGP) |
| ムジェロでの最多勝利（イタリアGP）           | 9 (1997, 1999, 2002-2008)                                                                       |
| ムジェロでの連勝（イタリアGP）               | 7 (2002-2008)                                                                                   |
| カタルーニャでの最多勝利                     | 10 (1997-1999, 2001-2002, 2004-2006, 2009, 2016)                                                |
| エストリルでの最多勝利                       | 5 (2001-2004, 2007)                                                                             |
| フィリップ・アイランドでの最多勝利           | 8 (1998-1999, 2001-2005, 2014)                                                                  |
| ウェルコムでの最多勝利                       | 3 (1999, 2001, 2004)                                                                            |
| ヘレスでの最多勝利                           | 9 (1997, 1999, 2001-2003, 2005, 2007, 2009, 2016)                                               |
| セパンでの最多勝利                           | 6 (2001, 2003-2004, 2006, 2008, 2010)                                                           |
| ドニントン・パークでの最多勝利               | 7 (1997, 1999-2002, 2004-2005)                                                                  |
| リオでの最多勝利                             | 6 (1997, 1999, 2000-2003)                                                                       |
| アプリリアでの勝利                           | 26                                                                                              |
| 500cc/MotoGP 記録                            |                                                                                                 |
| 優勝回数                                     | 89                                                                                              |
| 2位回数                                      | 61                                                                                              |
| 表彰台回数                                   | 199                                                                                             |
| 出走回数                                     | 370                                                                                             |
| アッセンでの最多勝利                         | 8 (2002, 2004, 2005, 2007, 2009, 2013, 2015, 2017)                                              |
| ブルノでの最多勝利                           | 5 (2001, 2003, 2005, 2008-2009)                                                                 |
| 上海での最多勝利                             | 2 (2005, 2008)                                                                                  |
| シーズン最多表彰台回数                       | 16 (2003年, 2005年, 2008年)                                                                     |
| シーズン最多ファステストラップ回数           | 12 (2003年)                                                                                     |
| 連続表彰台回数                               | 23 (2002年ポルトガルGP-2004年南アフリカGP)                                                      |
| 連続出走回数                                 | 170 (2000年南アフリカGP-2010年フランスGP)                                                       |
| ヤマハでのタイトル                           | 4 (2004年-2005年, 2008年-2009年)                                                                |
| 異なったコンストラクターでの連続タイトル獲得 | 2 (2003年-2004年)                                                                               |
| 異なったコンストラクターでの連勝             | 2 (2003年バレンシアGP-2004年南アフリカGP)                                                       |
| ヤマハでの勝利数                             | 56                                                                                              |
| ヤマハでのシーズン最多勝利数                 | 11 (2005年)                                                                                     |
| ヤマハでの連勝                               | 5 (2005年中国GP-2005年ダッチTT, 2008年アメリカGP-2008年日本GP)                                  |
| タイトル獲得経験のあるマシン                 | 4 (500cc ホンダ, 990cc ホンダ, 990cc ヤマハ, 800cc ヤマハ)                                      |
| エンジン排気量別でのタイトル                 | 3 (500cc, 800cc, 990cc)                                                                         |
| エンジン機構別でのタイトル                   | 2 (2ストローク, 4ストローク)                                                                    |
| 勝利経験のあるエンジン排気量                 | 4 (500cc, 800cc, 990cc, 1000cc)                                                                 |
| 125cc 記録                                   |                                                                                                 |
| シーズン最多勝利                             | 11 (1997年)                                                                                     |

### 世界ラリー選手権
| 年     | 使用車両                      | 1   | 2   | 3   | 4   | 5   | 6   | 7   | 8   | 9   | 10  | 11  | 12  | 13  | 14      | 15     | 16  | 順位 | ポイント |
| ------ | ----------------------------- | --- | --- | --- | --- | --- | --- | --- | --- | --- | --- | --- | --- | --- | ------- | ------ | --- | ---- | -------- |
| 2002年 | プジョー・206 WRC             | MON | SWE | FRA | ESP | CYP | ARG | GRE | KEN | FIN | GER | ITA | NZL | AUS | GBR Ret |        |     | NC   | 0        |
| 2006年 | スバル・インプレッサ WRC04    | MON | SWE | MEX | ESP | FRA | ARG | ITA | GRE | GER | FIN | JPN | CYP | TUR | AUS     | NZL 11 | GBR | NC   | 0        |
| 2008年 | フォード・フォーカスRS WRC 07 | MON | SWE | MEX | ARG | JOR | ITA | GRE | TUR | FIN | GER | NZL | ESP | FRA | JPN     | GBR 12 |     | NC   | 0        |

### ブランパン耐久シリーズ
| 年                | チーム               | 使用車両                    | クラス | 1      | 2   | 3   | 4   | 5      | 6   | 順位 | ポイント |
| ----------------- | -------------------- | --------------------------- | ------ | ------ | --- | --- | --- | ------ | --- | ---- | -------- |
| 2012年 （英語版） | ケッセル・レーシング | フェラーリ・458イタリア GT3 | Pro-Am | MON 18 | SIL | LEC | SPA | NÜR 19 | NAV | NC   | 0        |

### GTワールドチャレンジ・ヨーロッパ・エンデュランスカップ
| 年                | チーム                      | 使用車両              | クラス | 1       | 2      | 3      | 4       | 5       | 順位 | ポイント |
| ----------------- | --------------------------- | --------------------- | ------ | ------- | ------ | ------ | ------- | ------- | ---- | -------- |
| 2022年 （英語版） | モンスター・VR46・チームWRT | アウディ・R8 LMS EvoⅡ | Pro    | IMO 17  | LEC 5  | SPA 17 | HOC 5   | CAT 6   | 16位 | 30       |
| 2023年 （英語版） | BMW M・チームWRT            | BMW・M4 GT3           | Pro    | MNZ Ret | LEC 8  | SPA 6  | NÜR 49† | CAT Ret | 15位 | 13       |
| 2024年 （英語版） | チームWRT                   | BMW・M4 GT3           | Pro    | LEC 4   | SPA 24 | NÜR 18 | MNZ 5   | JED 5   | 9位  | 34       |

### GTワールドチャレンジ・ヨーロッパ・スプリントカップ
| 年                | チーム                      | 使用車両              | クラス | 1        | 2         | 3        | 4        | 5        | 6        | 7         | 8         | 9        | 10        | 順位 | ポイント |
| ----------------- | --------------------------- | --------------------- | ------ | -------- | --------- | -------- | -------- | -------- | -------- | --------- | --------- | -------- | --------- | ---- | -------- |
| 2022年 （英語版） | モンスター・VR46・チームWRT | アウディ・R8 LMS EvoⅡ | Pro    | BRH 1 13 | BRH 2 8   | MAG 1 15 | MAG 2 11 | ZAN 1 14 | ZAN 2 16 | MIS 1 Ret | MIS 2 5   | VAL 1 11 | VAL 2 Ret | 16位 | 8        |
| 2023年 （英語版） | BMW M・チームWRT            | BMW・M4 GT3           | Pro    | BRH 1 14 | BRH 2     | MIS 1 8  | MIS 2 1  | HOC 1 8  | HOC 2 7  | VAL 1 8   | VAL 2 Ret | ZAN 1 3  | ZAN 2 7   | 5位  | 50       |
| 2024年 （英語版） | チームWRT                   | BMW・M4 GT3           | Pro    | BRH 1 15 | BRH 2 25† | MIS 1    | MIS 2 3  | HOC 1    | HOC 2    | MAG 1     | MAG 2     | CAT 1    | CAT 2     | 8位  | 27       |

### 24時間GTシリーズ
| 年                   | チーム                       | 使用車両    | クラス | 1   | 2     | 3   | 順位 | ポイント |
| -------------------- | ---------------------------- | ----------- | ------ | --- | ----- | --- | ---- | -------- |
| 2022-23年 （英語版） | KFC・VR46・ウィズ・チームWRT | BMW・M4 GT3 | Pro    | KUW | DUB 3 | ABU | NC   | 0        |

### インターコンチネンタルGTチャレンジ
| 年                | チーム           | 使用車両        | クラス | 1     | 2   | 3     | 4   | 5     | 順位 | ポイント |
| ----------------- | ---------------- | --------------- | ------ | ----- | --- | ----- | --- | ----- | ---- | -------- |
| 2023年 （英語版） | チームWRT・46    | BMW・M4 GT3     | Pro    | BAT 6 | KYA | SPA 6 | IND | GUL   | 13位 | 38       |
| 2023年 （英語版） | BMW M・チームWRT | BMW・M4 GT3     | Pro    | BAT   | KYA | SPA   | IND | GUL 2 | 13位 | 38       |
| 2024年            | チームWRT        | BMW・M4 GT3     | Pro    | BAT 4 | NUR | SPA 9 | IND |       | 17位 | 14       |
| 2025年            | チームWRT        | BMW・M4 GT3     | Pro    | BAT 2 | NUR |       |     |       | 9位* | 22*      |
| 2025年            | チームWRT        | BMW・M4 GT3 Evo | Pro    |       |     | SPA 8 | SUZ | IND   | 9位* | 22*      |

### ル・マン・カップ
| 年                | チーム      | 使用車両    | クラス | 1   | 2        | 3       | 4   | 5   | 6   | 7   | 順位 | ポイント |
| ----------------- | ----------- | ----------- | ------ | --- | -------- | ------- | --- | --- | --- | --- | ---- | -------- |
| 2023年 （英語版） | チーム・WRT | BMW・M4 GT3 | GT3    | CAT | LMS 1 13 | LMS 2 1 | LEC | ARA | SPA | ALG | NC   | 0        |

### FIA 世界耐久選手権
| 年     | チーム      | シャシー          | エンジン               | クラス | 1      | 2     | 3       | 4       | 5     | 6      | 7     | 8      | 順位  | ポイント |
| ------ | ----------- | ----------------- | ---------------------- | ------ | ------ | ----- | ------- | ------- | ----- | ------ | ----- | ------ | ----- | -------- |
| 2024年 | チーム・WRT | BMW・M4 LMGT3     | BMW P58 Turbo 3.0 L I6 | LMGT3  | QAT 4  | IMO 2 | SPA Ret | LMS Ret | SÃO 5 | COA NC | FUJ 3 | BHR 14 | 5位   | 61       |
| 2025年 | チーム・WRT | BMW・M4 LMGT3 Evo | BMW P58 Turbo 3.0 L I6 | LMGT3  | QAT 11 | IMO 2 | SPA 9   | LMS Ret | SÃO   | COA    | FUJ   | BHR    | 12位* | 21*      |

### ガルフ12時間レース
| ガルフ12時間レース 結果 | ガルフ12時間レース 結果                        | ガルフ12時間レース 結果                 | ガルフ12時間レース 結果 | ガルフ12時間レース 結果 | ガルフ12時間レース 結果 | ガルフ12時間レース 結果 | ガルフ12時間レース 結果 | ガルフ12時間レース 結果 |
| 年                      | チーム                                         | コ・ドライバー                          | 使用車両                | クラス                  | サーキット              | 周回数                  | 総合順位                | クラス順位              |
| ----------------------- | ---------------------------------------------- | --------------------------------------- | ----------------------- | ----------------------- | ----------------------- | ----------------------- | ----------------------- | ----------------------- |
| 2019年 （英語版）       | モンスターエナジー・VR46・ケッセル・レーシング | ルカ・マリーニ アレッシオ・サルッチ     | フェラーリ・488 GT3     | Pro-Am                  | ヤス・マリーナ          | 316                     | 3位                     | 3位                     |
| 2020年 （英語版）       | モンスターエナジー・VR46・ケッセル・レーシング | ルカ・マリーニ アレッシオ・サルッチ     | フェラーリ・488 GT3     | Pro-Am                  | サヒール                | 339                     | 4位                     | 3位                     |
| 2023年 （英語版）       | BMW M・チームWRT                               | ニック・イェロリー ドリス・ヴァントール | BMW・M4 GT3             | Pro                     | ヤス・マリーナ          | 348                     | 2位                     | 2位                     |

### スパ24時間レース
| スパ24時間レース 結果 | スパ24時間レース 結果               | スパ24時間レース 結果                       | スパ24時間レース 結果   | スパ24時間レース 結果 | スパ24時間レース 結果 | スパ24時間レース 結果 | スパ24時間レース 結果 |
| 年                    | チーム                              | コ・ドライバー                              | 使用車両                | クラス                | 周回数                | 総合順位              | クラス順位            |
| --------------------- | ----------------------------------- | ------------------------------------------- | ----------------------- | --------------------- | --------------------- | --------------------- | --------------------- |
| 2022年 （英語版）     | モンスター・VR46・ウィズ・チームWRT | ニコ・ミュラー フレデリック・ヴェルビッシュ | アウディ・R8 LMS Evo II | Pro                   | 531                   | 17位                  | 14位                  |
| 2023年 （英語版）     | チーム・WRT                         | アウグスト・ファルフス マキシム・マルタン   | BMW・M4 GT3             | Pro                   | 537                   | 6位                   | 6位                   |
| 2024年 （英語版）     | チーム・WRT                         | ラファエル・マルチェッロ マキシム・マルタン | BMW・M4 GT3             | Pro                   | 475                   | 24位                  | 13位                  |
| 2025年 （英語版）     | チーム・WRT                         | レネ・ラスト ケビン・マグヌッセン           | BMW・M4 GT3 Evo         | Pro                   | 548                   | 11位                  | 10位                  |

### バサースト12時間レース
| バサースト12時間レース 結果 | バサースト12時間レース 結果 | バサースト12時間レース 結果                   | バサースト12時間レース 結果 | バサースト12時間レース 結果 | バサースト12時間レース 結果 | バサースト12時間レース 結果 | バサースト12時間レース 結果 |
| 年                          | チーム                      | コ・ドライバー                                | 使用車両                    | クラス                      | 周回数                      | 総合順位                    | クラス順位                  |
| --------------------------- | --------------------------- | --------------------------------------------- | --------------------------- | --------------------------- | --------------------------- | --------------------------- | --------------------------- |
| 2023年 （英語版）           | チーム・WRT                 | マキシム・マルタン アウグスト・ファルフス     | BMW・M4 GT3                 | A-GT3 Pro                   | 322                         | 6位                         | 6位                         |
| 2024年 （英語版）           | チーム・WRT                 | マキシム・マルタン ラファエル・マルチェッロ   | BMW・M4 GT3                 | A-GT3 Pro                   | 275                         | 5位                         | 5位                         |
| 2025年 （英語版）           | チーム・WRT                 | チャールズ・ウィーツ ラファエル・マルチェッロ | BMW・M4 GT3                 | Pro Cup                     | 306                         | 2位                         | 2位                         |

### ル・マン24時間レース
| ル・マン24時間レース 結果 | ル・マン24時間レース 結果 | ル・マン24時間レース 結果                                 | ル・マン24時間レース 結果 | ル・マン24時間レース 結果 | ル・マン24時間レース 結果 | ル・マン24時間レース 結果 | ル・マン24時間レース 結果 |
| 年                        | チーム                    | コ・ドライバー                                            | 使用車両                  | クラス                    | 周回数                    | 総合順位                  | クラス順位                |
| ------------------------- | ------------------------- | --------------------------------------------------------- | ------------------------- | ------------------------- | ------------------------- | ------------------------- | ------------------------- |
| 2024年 （英語版）         | チーム・WRT               | アーマド・アル・ハーティ マキシム・マルタン               | BMW・M4 LM GT3            | LMGT3                     | 109                       | DNF                       | DNF                       |
| 2024年 （英語版）         | チーム・WRT               | アーマド・アル・ハーティ ケルヴィン・ヴァン・デル・リンデ | BMW・M4 LM GT3            | LMGT3                     | 156                       | DNF                       | DNF                       |

## 参照
1. ↑  Macaskill, Sandy (2009年7月6日). “Top 20 sports stars of all time: how does Roger Federer compare to other greats?”. The Daily Telegraph (Telegraph Media Group) 2015年5月3日閲覧。
2. ↑  Smith, Ivan. “100 Greatest Sports Stars Ever”. IvanSmith.co.uk.  WordPress. 2015年5月3日閲覧。
3. ↑  “史上最強のライダー「バレンティーノ・ロッシ」の愛機を組み立てるマガジンが創刊！レーシングバイク「YAMAHA YZR-M1」の1/4モデルをその手に!!”. 電ホビ. (2019年2月11日) 2019年4月2日閲覧。
4. ↑  “バレンティーノ・ロッシ引退会見「難しい決断だけど自分が望んだこと」MotoGP26年のキャリアに終止符”. オートスポーツWeb.   三栄書房 (2021年8月6日). 2021年8月23日閲覧。
5. ↑  “Valentino Rossi”.  MotoGP. 2008年9月1日閲覧。
6. 1 2  “MotoGP - Valentino Rossi”.   Yamaha Racing (1979年2月16日). 2013年7月5日時点のオリジナルよりアーカイブ。2010年3月1日閲覧。
7. ↑  “Valentino Rossi - Early Years”.   Valentinorossi46.info. 2010年1月17日時点のオリジナルよりアーカイブ。2010年3月1日閲覧。
8. ↑  “MotoGP - Valentino Rossi”.   Yamaha Racing (1979年2月16日). 2013年7月5日時点のオリジナルよりアーカイブ。2010年3月1日閲覧。
9. 1 2  Rossi (2006), p. 93-94.
10. ↑  “Rossi stops Stoner for first Laguna Seca victory”. motogp.com (Dorna Sports). (2008年7月20日) 2010年4月12日閲覧。
11. ↑  Birt, Matthew (2008年7月21日). “Casey Stoner upset with aggressive Valentino Rossi”. Motorcycle News (Bauer Media Group) 2010年4月12日閲覧。
12. ↑  “Rossi edges Stoner at Laguna Seca”. Motorcycle.com (Verticalscope Inc.). (2008年7月21日) 2010年4月12日閲覧。
13. ↑  “Rossi earns 100th career victory”. BBC Sport (BBC). (2009年6月28日) 2009年6月29日閲覧。
14. ↑  特にドニントンは2位ロレンソが転倒リタイヤ、3位ストーナーはレインタイヤを履くギャンブルに失敗し14位で、逆にポイント差を離す展開になっていた
15. 1 2  “Rossi falls in love with Isle of Man”. Belfast Telegraph (2009年6月9日). 2009年6月9日閲覧。
16. 1 2  V.ロッシ、骨折でホームレースキャンセルMotoGP公式サイト
17. ↑  “Valentino Rossi breaks leg at Italian MotoGP”. BBC Sport (BBC). (2010年6月5日) 2010年6月5日閲覧。
18. ↑  “Doctors tell Rossi he's out for six months”. moto.gpupdate.net (GPUpdate). (2010年6月11日).  オリジナルの2010年6月13日時点におけるアーカイブ。 2010年6月11日閲覧。
19. ↑  Moody, Toby; Beer, Matt (2010年6月5日). “Rossi sidelined with shin bone fracture”. autosport.com (Haymarket Publications) 2010年6月7日閲覧。
20. ↑  Perry, Suzi (2010年6月18日). “Rossi to return in Czech Republic”. The Daily Telegraph (London: Telegraph Media Group) 2010年7月13日閲覧。
21. ↑  “Valentino Rossi optimistic on target date for return”. BBC Sport (BBC). (2010年6月26日) 2010年7月13日閲覧。
22. ↑  “Valentino Rossi test ride in Misano today”. MotoGP.com (Dorna Sports). (2010年7月7日) 2010年7月7日閲覧。
23. ↑  Beer, Matt (2010年7月7日). “Rossi still in pain in comeback test”. autosport.com (Haymarket Publications) 2010年7月8日閲覧。
24. ↑  “Valentino Rossi completes test at Misano”. MotoGP.com (Dorna Sports). (2010年7月7日) 2010年7月8日閲覧。
25. ↑  “Rossi eyeing German comeback”. BBC Sport (BBC). (2010年7月12日) 2010年7月13日閲覧。
26. ↑  “Rossi is back!”. MotoGP.com (Dorna Sports). (2010年7月15日) 2010年7月15日閲覧。
27. ↑  遠藤智「奇蹟の復帰で見せつけたロッシが天才たる所以」 『Sports Graphic Number』2010年9月2日号、文藝春秋、2010年、雑誌26851・9･2、117頁。
28. ↑  “Yamaha and Valentino to part company at end of 2010”. Yamaha Motor Racing (Yamaha Motor Company). (2010年8月15日).  オリジナルの2010年8月19日時点におけるアーカイブ。 2010年8月15日閲覧。
29. ↑  “Valentino Rossi to leave Yamaha for Ducati in 2011”. BBC Sport (BBC). (2010年8月15日) 2010年8月15日閲覧。
30. ↑  “ドゥカティ、バレンティーノ・ロッシとの契約を正式発表”. F1-Gate.com. (2010年8月16日) 2010年8月16日閲覧。
31. ↑  Birt, Matthew (2010年11月9日). “Valentino Rossi tenth on Ducati debut”. Motorcycle News (Bauer Media Group) 2010年11月9日閲覧。
32. ↑  “New start for Rossi and Ducati”. One. Agence France-Presse (Ten Network Holdings). (2011年1月14日) 2011年1月14日閲覧。
33. ↑  “Rossi has shoulder operation”. motogp.com (Dorna Sports). (2010年11月14日) 2011年3月14日閲覧。
34. ↑  “Hayden and Rossi make final day advances”. motogp.com (Dorna Sports). (2011年2月3日) 2011年3月14日閲覧。
35. ↑  “Rossi not satisfied with Sepang outcome”. motogp.com (Dorna Sports). (2011年2月24日) 2011年3月14日閲覧。
36. ↑  http://www.honda.co.jp/WGP/race2011/rd02/report/
37. ↑  “Stoner and Rossi’s thoughts after clashing in Jerez”. MotoGP.com (Dorna Sports). (2011年4月3日) 2011年10月27日閲覧。
38. ↑  https://web.archive.org/web/20120113235317/http://www.motogp.com/ja/news/2011/Rossi+on+the+GP111+Ducati
39. ↑  “Bad luck for Ducati at Motegi following a promising weekend”. MotoGP.com (Dorna Sports). (2011年10月2日) 2011年10月27日閲覧。
40. ↑  “Marco Simoncelli dies after MotoGP crash in Sepang”. BBC Sport (BBC). (2011年10月23日) 2011年10月27日閲覧。
41. ↑  “Lorenzo: Rossi not fading yet”. Yahoo! Eurosport (TF1 Group). (2012年1月23日) 2012年6月13日閲覧。
42. ↑  “Ducati and Rossi to part ways at the end of 2012”. MotoGP.com (Dorna Sports). (2012年8月10日) 2012年8月10日閲覧。
43. ↑  “Rossi heads back to Yamaha for 2013 on two-year contract”. MotoGP.com (Dorna Sports). (2012年8月10日) 2012年8月10日閲覧。
44. ↑  “Silvano Galbusera becomes Rossi's Crew Chief”. MotoGP.com (Dorna Sports). (2013年11月11日) 2014年5月7日閲覧。
45. ↑  Reiman, Samuel (2014年5月28日). “300 races later: Rossi's stats put Marquez on toes entering Mugello”. Foxsports.com (Fox Sports; Fox Entertainment Group) 2014年5月28日閲覧。
46. ↑  “San Marino MotoGP: Valentino Rossi takes first win of the season”.   BBC Sport. 2014年9月15日閲覧。
47. ↑  “Valentino Rossi wins San Marino MotoGP, Marc Marquez crashes”.   Sydney Morning Herald. 2014年9月15日閲覧。
48. ↑  “Precautionary scan for Rossi as he recovers from Aragon crash”. MotoGP.com (Dorna Sports). (2014年9月28日) 2014年12月28日閲覧。
49. ↑  “Rossi converts pole to second in race and championship”. MotoGP.com (Dorna Sports). (2014年11月9日) 2014年12月15日閲覧。
50. ↑  “Valentino Rossi wins season opener in Qatar”. BBC Sport (BBC). (2015年3月29日) 2015年4月5日閲覧。
51. ↑  “MotoGP records destroyed in the desert”. motogp.com (Dorna Sports). (2015年4月5日) 2015年4月5日閲覧。
52. ↑  “Red Bull Grand Prix of the Americas - MotoGP - Race - Classification” (PDF). motogp.com.  Dorna Sports (2015年4月12日). 2015年4月20日閲覧。
53. ↑  “G.P. Red Bull de la Republica Argentina - MotoGP - Race - Classification” (PDF). motogp.com (Dorna Sports). (2015年4月19日) 2015年4月20日閲覧。
54. ↑  “Lorenzo puts on master class to claim Jerez win”. MotoGP.com (Dorna Sports). (2015年5月3日) 2015年5月3日閲覧. "Unlike in Argentina he managed to respond to keep the Italian at bay with Rossi eventually crossing the line in third, a further six seconds back, to claim his 200th World Championship podium."
55. ↑  “Lorenzo delivers master class to make it three in a row”. MotoGP.com (Dorna Sports). (2015年5月31日) 2015年5月31日閲覧。
56. ↑  “Jorge Lorenzo beats Valentino Rossi”. BBC Sport (BBC). (2015年6月14日) 2015年6月14日閲覧。
57. ↑  “MotoGP Assen: Race Director talks Rossi, Marquez incident”. Crash.net (Crash Media Group). (2015年6月28日) 2015年6月28日閲覧。
58. ↑  “MotoGP Germany: Rossi: Title charge is on”. Crash.net (Crash Media Group). (2015年7月13日) 2015年7月13日閲覧。
59. ↑  “MotoGP Indianapolis: Rossi: 'We knew we had to suffer'”. Crash.net (Crash Media Group). (2015年8月9日) 2015年8月10日閲覧。
60. ↑  “Lorenzo, Rossi MotoGP title battle 'starts from zero'”. Crash.net (Crash Media Group). (2015年8月16日) 2015年8月17日閲覧。
61. ↑  “Rain-master Rossi rules at Silverstone”. MotoGP.com (Dorna Sports). (2015年8月30日) 2015年8月30日閲覧。
62. ↑  “MotoGP Misano: Rossi 'wanted to cry', but 'important result'”. Crash.net.   Crash Media Group (2015年9月13日). 2015年9月14日閲覧。
63. ↑  “MotoGP Aragon: Rossi: I played all my cards - and more”. Crash.net.   Crash Media Group (2015年9月27日). 2015年9月28日閲覧。
64. ↑  “Peerless Pedrosa takes his 50th GP victory at Motegi”. MotoGP.com (Dorna Sports). (2015年10月11日) 2015年10月11日閲覧. "Dani Pedrosa rides a superb race to take victory at the Motul Grand Prix of Japan while Rossi extends lead over Lorenzo to 18 points."
65. ↑  “Marc Marquez beats Jorge Lorenzo on last lap”. Autosport (Haymarket Publications). (2015年10月18日) 2015年10月18日閲覧。
66. ↑  “Pedrosa wins as Lorenzo cuts Rossi's lead to 7 points”. MotoGP.com (Dorna Sports). (2015年10月25日) 2015年10月25日閲覧。
67. ↑  “Jorge Lorenzo beats Valentino Rossi to win third title”. BBC Sport (BBC). (2015年11月8日) 2015年11月9日閲覧。
68. ↑  “"生ける伝説"バレンティーノ・ロッシ、MotoGP殿堂入り。正式にレジェンドとして認定 | MotoGP | autosport web”. AUTO SPORT web (2021年11月15日). 2021年12月6日閲覧。
69. ↑  Birt, Matthew (2009年4月9日). “Valentino Rossi and Sete Gibernau end feud”. Motor Cycle News (Bauer Media Group) 2013年5月4日閲覧。
70. ↑  遠藤智 "開幕戦を後味悪くした、王者ロッシの愚行。". Number Web.（2005年4月28日）2013年6月5日閲覧。
71. ↑  Birt, Matthew (2008年8月14日). “Brno MotoGP: Stoner apologises to Rossi”. Motorcycle News (Bauer Media Group) 2010年3月1日閲覧。
72. ↑  "【MotoGP】悩める天才、ロッシ。派手な場外乱闘を発奮材料にできるか? アーカイブ 2015年5月5日 - ウェイバックマシン". web Sportiva.（2011年5月5日）2013年6月5日閲覧。
73. ↑  Fastest (2003) (Motion picture). Madrid, Spain: Dorna Sports. 2003. 2010年8月7日閲覧.
74. ↑  “バレンティーノ・ロッシのゼッケン『46』が永久欠番に。MotoGP第8戦イタリアGPでセレモニー開催”. autosport web (2022年5月14日). 2025年8月14日閲覧。
75. ↑  “Soup :: Rossi Ninth in F1 Test Today; Feb 2006”.   Superbikeplanet.com (2006年2月1日). 2009年6月17日時点のオリジナルよりアーカイブ。2010年3月1日閲覧。
76. ↑  “Soup :: Rossi Faster on Four Wheels”.   Superbikeplanet.com (2006年2月2日). 2011年10月20日時点のオリジナルよりアーカイブ。2010年3月1日閲覧。
77. ↑  “WRC News: Rossi would consider Fiat WRC drive”. autosport.com. (2007年3月6日) 2010年3月1日閲覧。
78. ↑  German GP - Rossi to quit in 2010 - Yahoo! Eurosport UK（2007年7月13日時点のアーカイブ）
79. ↑  “Rossi signs new Yamaha contract”. BBC News. (2008年7月19日) 2008年7月19日閲覧。
80. ↑  "Ｖ.ロッシ、フェラーリＦ１で好タイムマーク". motogp.com.（2010年1月21日）2013年6月5日閲覧。
81. ↑  "バレンティーノ・ロッシ、F1転向の可能性を認める". F1-Gate.com.（2009年6月7日）2013年6月5日閲覧。
82. ↑  "バレンティーノ・ロッシ、3台目のフェラーリでのF1参戦への願望を認める". F1-Gate.com.（2010年6月4日）2013年6月5日閲覧。
83. ↑  "ロッシ　「Ｆ１参戦の夢は終わった」". GpUpdate.（2013年3月7日）2013年6月5日閲覧。
84. ↑  Meadows, Mark (13 January 2010). Palmer, Justin (ed.). “Motor racing-Ferrari remain cautious ahead of car launch” (英語). Reuters. 2010年1月14日閲覧.
85. ↑  “Colin Steele McRae MBE”. 2008年4月12日閲覧。
86. ↑  “Rossi beats McRae in Monza Rally Showdown”.   MotoGP.com. 2008年8月28日閲覧。
87. ↑  “Rossi enters New Zealand rally”. RTE Sport (Raidio Teilifis Eireann). (2006年11月15日) 2010年7月24日閲覧。
88. ↑  Coursey, Scott (2008年10月3日). “Valentino Rossi to use Subaru World Rally Team S14 WRC on Wales Rally GB 2008”. Rallybuzz (Stagetimes).  オリジナルの2011年7月17日時点におけるアーカイブ。 2010年9月22日閲覧。
89. ↑  “Rossi set to drive Ford in Rally GB”. Autosport.com. (2008年10月23日)
90. ↑  “Rally GB final timesheet”. wrc.com (2008年12月7日). 2008年12月7日時点のオリジナルよりアーカイブ。2008年12月7日閲覧。
91. ↑  Rajan, Sanjay (11 January 2010). Johnson, Patrick (ed.). “Rossi Staying on Two Wheels for Now” (英語). Reuters. 2010年1月14日閲覧.
92. ↑  “Rossi distinguished by Italian government with award”. motogp.com.  Dorna Sports (2010年3月12日). 2010年3月13日閲覧。
93. ↑  Rossi sweeps Monza Rally Show for seventh win Motorsports.com 2018年12月9日
94. ↑  “Rossi carjack's Kyle Busch's NASCAR”.   motogp.com. 2013年4月23日閲覧。
95. ↑  BMW、バレンティーノ・ロッシとワークスドライバー契約を結ぶ。チームWRT以外のプログラムは後日発表 - オートスポーツ・2022年12月23日
96. ↑  “Zimbio Exclusive: Interview with Valentino Rossi”.   Zimbio.com. 2010年3月1日閲覧。
97. ↑  “ヤマハWebサイト上ライダーコラム”. 2009年10月10日時点のオリジナルよりアーカイブ。2009年10月2日閲覧。
98. ↑  Rory Ross (2008年5月17日). “Valentino Rossi: two wheels god”. Daily Telegraph (London) 2010年8月15日閲覧。
99. ↑  “Rossi - A little more of an insight to the World Champion”. MCNews.com.au (SEO Company Melbourne). (2002年10月22日) 2014年10月16日閲覧。
100. ↑  “SI.com - The Fortunate 50”. Sports Illustrated 2010年3月1日閲覧。
101. ↑  Badenhausen, Kurt. “Forbes.com - The World's Highest-Paid Athletes”. Forbes 2010年5月5日閲覧。
102. ↑  ロッシに脱税疑惑、181億円の支払い命令？
103. ↑  Valentino Rossi in tax probe[リンク切れ] ANSA - 8 August 2007
104. ↑  “Moto Gp: Valentino, 9^ volta campione” [Moto GP: Valentino, 9th time champion] (Italian).   F.C. Internazionale Milano (2009年10月25日). 2014年5月21日閲覧。
105. ↑  『RACERS - レーサーズ - Vol.36 NSR Final』三栄書房。
106. ↑  “モンスターエナジーがライダーとコラボ 黄色の「ロッシ」が6月27日に登場 - Peachy - ライブドアニュース”. ライブドアニュース 2018年8月12日閲覧。
107. ↑  “Valentino Rossi: Record breaker”. Crash.Net (2009年10月25日). 2010年9月3日閲覧。
108. ↑  “Valentino Rossi's place in history - so far”. Crash.Net (2009年10月25日). 2010年9月3日閲覧。
109. ↑  “Rossi's remarkable home record”. MotoGP.com (2009年5月29日). 2010年9月3日閲覧。
110. ↑  “Rossi’s ninth title win: the statistics”. MotoGP.com (2009年10月26日). 2010年9月3日閲覧。